# 2024 год
2024 (две ты́сячи два́дцать четвёртый) год  по григорианскому календарю — високосный год, начинающийся в понедельник. Это 2024 год нашей эры, 4‑й год 3‑го десятилетия XXI века 3‑го тысячелетия, 5‑й год 2020‑х годов. Он закончился 7 месяцев назад.
| Пн | Вт | Ср | Чт | Пт | Сб | Вс |
| 1  | 2  | 3  | 4  | 5  | 6  | 7  |
| 8  | 9  | 10 | 11 | 12 | 13 | 14 |
| 15 | 16 | 17 | 18 | 19 | 20 | 21 |
| 22 | 23 | 24 | 25 | 26 | 27 | 28 |
| 29 | 30 | 31 |    |    |    |    |

| Пн | Вт | Ср | Чт | Пт | Сб | Вс |
|    |    |    | 1  | 2  | 3  | 4  |
| 5  | 6  | 7  | 8  | 9  | 10 | 11 |
| 12 | 13 | 14 | 15 | 16 | 17 | 18 |
| 19 | 20 | 21 | 22 | 23 | 24 | 25 |
| 26 | 27 | 28 | 29 |    |    |    |

| Пн | Вт | Ср | Чт | Пт | Сб | Вс |
|    |    |    |    | 1  | 2  | 3  |
| 4  | 5  | 6  | 7  | 8  | 9  | 10 |
| 11 | 12 | 13 | 14 | 15 | 16 | 17 |
| 18 | 19 | 20 | 21 | 22 | 23 | 24 |
| 25 | 26 | 27 | 28 | 29 | 30 | 31 |

| Пн | Вт | Ср | Чт | Пт | Сб | Вс |
| 1  | 2  | 3  | 4  | 5  | 6  | 7  |
| 8  | 9  | 10 | 11 | 12 | 13 | 14 |
| 15 | 16 | 17 | 18 | 19 | 20 | 21 |
| 22 | 23 | 24 | 25 | 26 | 27 | 28 |
| 29 | 30 |    |    |    |    |    |

| Пн | Вт | Ср | Чт | Пт | Сб | Вс |
|    |    | 1  | 2  | 3  | 4  | 5  |
| 6  | 7  | 8  | 9  | 10 | 11 | 12 |
| 13 | 14 | 15 | 16 | 17 | 18 | 19 |
| 20 | 21 | 22 | 23 | 24 | 25 | 26 |
| 27 | 28 | 29 | 30 | 31 |    |    |

| Пн | Вт | Ср | Чт | Пт | Сб | Вс |
|    |    |    |    |    | 1  | 2  |
| 3  | 4  | 5  | 6  | 7  | 8  | 9  |
| 10 | 11 | 12 | 13 | 14 | 15 | 16 |
| 17 | 18 | 19 | 20 | 21 | 22 | 23 |
| 24 | 25 | 26 | 27 | 28 | 29 | 30 |

| Пн | Вт | Ср | Чт | Пт | Сб | Вс |
| 1  | 2  | 3  | 4  | 5  | 6  | 7  |
| 8  | 9  | 10 | 11 | 12 | 13 | 14 |
| 15 | 16 | 17 | 18 | 19 | 20 | 21 |
| 22 | 23 | 24 | 25 | 26 | 27 | 28 |
| 29 | 30 | 31 |    |    |    |    |

| Пн | Вт | Ср | Чт | Пт | Сб | Вс |
|    |    |    | 1  | 2  | 3  | 4  |
| 5  | 6  | 7  | 8  | 9  | 10 | 11 |
| 12 | 13 | 14 | 15 | 16 | 17 | 18 |
| 19 | 20 | 21 | 22 | 23 | 24 | 25 |
| 26 | 27 | 28 | 29 | 30 | 31 |    |

| Пн | Вт | Ср | Чт | Пт | Сб | Вс |
|    |    |    |    |    |    | 1  |
| 2  | 3  | 4  | 5  | 6  | 7  | 8  |
| 9  | 10 | 11 | 12 | 13 | 14 | 15 |
| 16 | 17 | 18 | 19 | 20 | 21 | 22 |
| 23 | 24 | 25 | 26 | 27 | 28 | 29 |
| 30 |    |    |    |    |    |    |

| Пн | Вт | Ср | Чт | Пт | Сб | Вс |
|    | 1  | 2  | 3  | 4  | 5  | 6  |
| 7  | 8  | 9  | 10 | 11 | 12 | 13 |
| 14 | 15 | 16 | 17 | 18 | 19 | 20 |
| 21 | 22 | 23 | 24 | 25 | 26 | 27 |
| 28 | 29 | 30 | 31 |    |    |    |

| Пн | Вт | Ср | Чт | Пт | Сб | Вс |
|    |    |    |    | 1  | 2  | 3  |
| 4  | 5  | 6  | 7  | 8  | 9  | 10 |
| 11 | 12 | 13 | 14 | 15 | 16 | 17 |
| 18 | 19 | 20 | 21 | 22 | 23 | 24 |
| 25 | 26 | 27 | 28 | 29 | 30 |    |

| Пн | Вт | Ср | Чт | Пт | Сб | Вс |
|    |    |    |    |    |    | 1  |
| 2  | 3  | 4  | 5  | 6  | 7  | 8  |
| 9  | 10 | 11 | 12 | 13 | 14 | 15 |
| 16 | 17 | 18 | 19 | 20 | 21 | 22 |
| 23 | 24 | 25 | 26 | 27 | 28 | 29 |
| 30 | 31 |    |    |    |    |    |

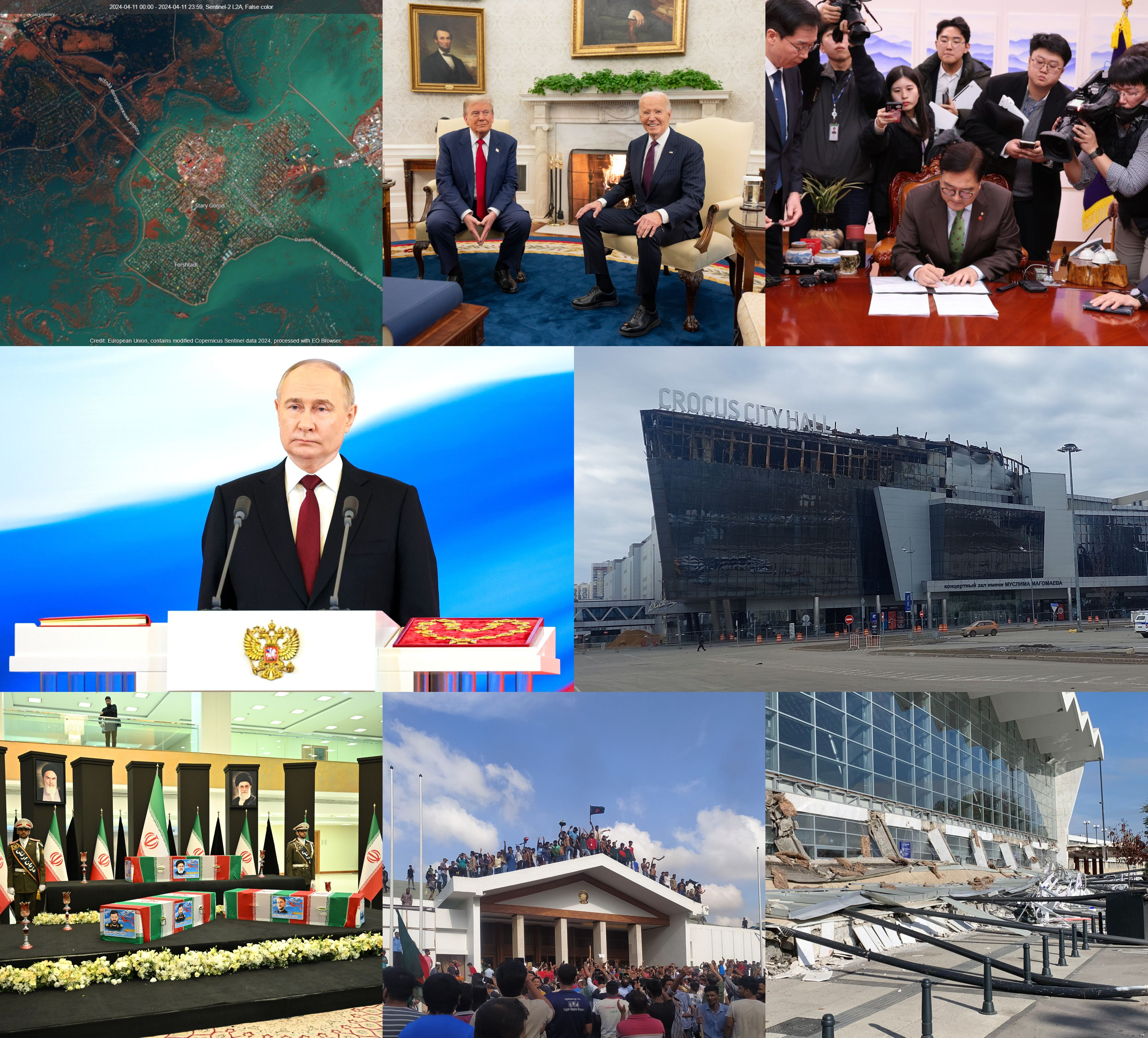
По часовой стрелке сверху слева: спутниковый снимок Орска во время наводнения на Урале, избранный президент США Дональд Трамп и действующий президент Джо Байден во время встречи в Овальном кабинете в Белом доме, У Вон Сик подписывает резолюцию об импичменте Юн Сок Ёля перед журналистами после успешного второго голосования по импичменту, Крокус Сити Холл после теракта, обрушение навеса на вокзале в Нови-Саде в Сербии, люди празднуют отставку Шейхи Хасины перед кабинетом премьер-министра в Бангладеш, церемония прощания с Президентом Ирана Ибрахимом Раиси, инаугурация Владимира Путина.

По решению ООН 2024 год был объявлен Международным годом верблюдовых.
Год качества в Беларуси.
Год культуры, искусства, семьи и спорта в России.
Год волонтёрского движения в СНГ.
Год культуры России — Китая.

## События

### Январь
- 1 января:

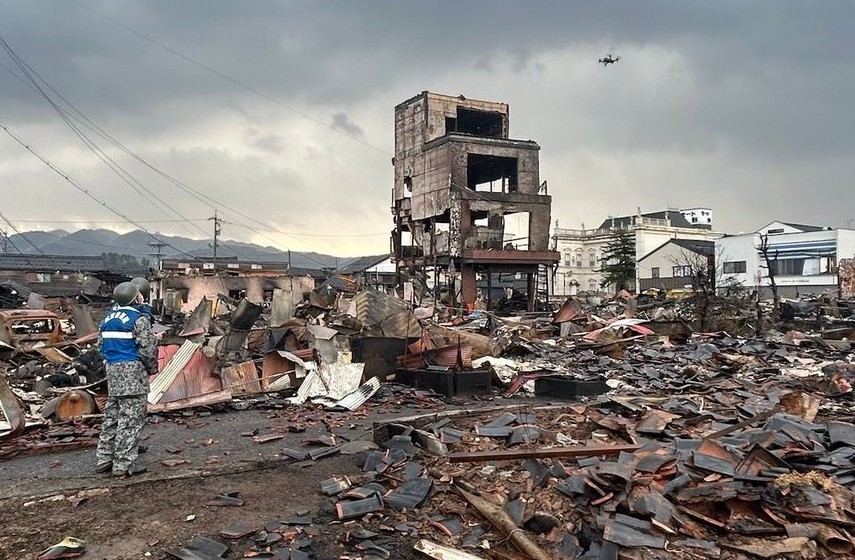
Последствия землетрясения в Японии, 6 января

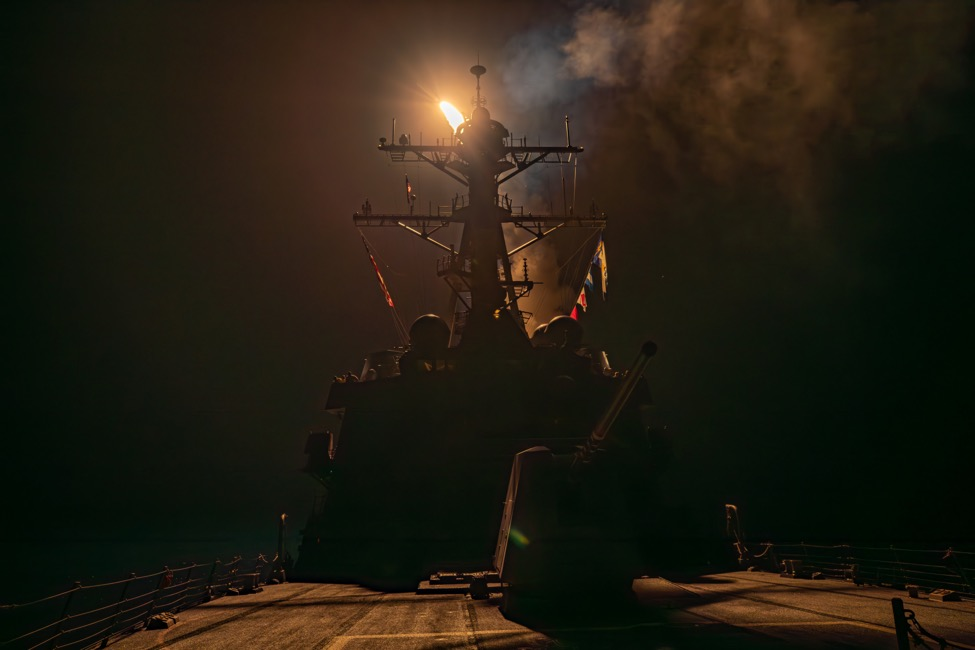
Запуск ракеты с корабля ВМС США перед авиаударами по Йемену, 12 января

  - Окончательная интеграция Нагорного Карабаха в состав Азербайджана. Упразднение Республики Арцах[9].
  - Вступление Бразилии в ОПЕК+[10].
  - Вступление Египта, Ирана, ОАЭ, Саудовской Аравии (де-факто) и Эфиопии в состав БРИКС[11].
  - Серия землетрясений в Японии магнитудой до 7,6. Погибли 232 человека[12].
  - Эфиопия объявляет о заключении соглашения с Сомалилендом об использовании порта Бербера. Эфиопия также заявляет, что в конечном итоге признаёт независимость Сомалиленда[англ.], став первой страной, сделавшей это[13].
- 2 января:
  - В Республике Корея за три месяца до парламентских выборов совершено покушение на лидера оппозиции Ли Чжэ Мёна, в ходе которого он получил ножевое ранение шеи[14].
  - При столкновении пассажирского Airbus A350 с DHC-8-315 Dash 8 береговой охраны Японии на ВПП в аэропорту Токио погибли 5 человек, 18 пострадали. Все 379 человек на борту A350 спасены[15].
  - Всеобщие выборы на Маршалловых островах[англ.]: Законодательное собрание Маршалловых Островов избирает Хильду Хайне президентом на второй срок подряд во время своей первой сессии после всеобщих выборов[16].
- 3 января — теракт на кладбище в Кермане (Иран)[17].
- 7 января — парламентские выборы в Бангладеш[англ.][18]. Партия Лига Авами, возглавляемая действующей Шейх Хасиной, побеждает на четвёртый срок подряд на фоне протестов оппозиционных партий и значительного снижения явки избирателей[19][20].
- 8 января — запуск коммерческого лунного посадочного модуля Peregrine, произведённого компанией Astrobotic Technology. Запуск осуществлялся с помощью новой ракеты-носитель Vulcan[21][22][23][24].
- 9 января — президент Эквадора Даниэль Нобоа ввёл чрезвычайное положение в стране после побега из тюрьмы строгого режима одного из лидеров наркокартеля «Лос Чонерос» и начала вооружённых столкновений между правительством и наркокартелями[25].
- 11 января — беспорядки[англ.] начались по всей Папуа — Новой Гвинее после того, как предполагаемая ошибка округления привела к сокращению заработной платы сотрудникам полиции и солдатам[26].
- 12 января — США и Великобритания нанесли серию авиаударов по Йемену[27].
- 13 января — президентские выборы на Тайване: Лай Циндэ из правящей Демократической прогрессивной партии побеждает с 40 % голосов[28].
- 14 января:
  - Отречение от престола датской королевы Маргрете II. Новым королём Дании стал Фредерик X[29].
  - Президентские выборы на Коморских островах[англ.]: на фоне бойкота оппозиции действующий президент Азали Ассумани побеждает на переизбрании, набрав 62,9 % голосов при явке всего 16,3 % избирателей[30][31].
- 15—18 января — протесты в Башкортостане[32][33].
- 15 января — после краткого политического кризиса, последовавшего за выборами 2023 года[англ.], Бернардо Аревало вступил в должность 52-го президента Гватемалы[34].
- 19 января — Япония становится пятой страной, совершившей мягкую посадку на Луну в рамках миссии SLIM[35][36].
- 23 января — землетрясение в Акчи магнитудой до 7,1 баллов. Эпицентр находился в Синьцзяне (Китай). Погибли 3 человека, 74 получили ранения[37][38].
- 24 января — сбит российский Ил-76 в Белгородской области.
- 26 января — парламентские выборы в Тувалу[англ.][39]. Каусеа Натано, действующий премьер-министр Тувалу, проигрывает переизбрание в парламент[40]. Месяц спустя Фелети Тео был избран премьер-министром[41].
- 28 января:
  - Буркина-Фасо, Мали и Нигер вышли из ЭКОВАС[42].
  - Президентские выборы в Финляндии[43].
- 31 января — вступление на престол избранного короля Малайзии Ибрагима Исмаила, который также является султаном Джохора[44].

### Февраль

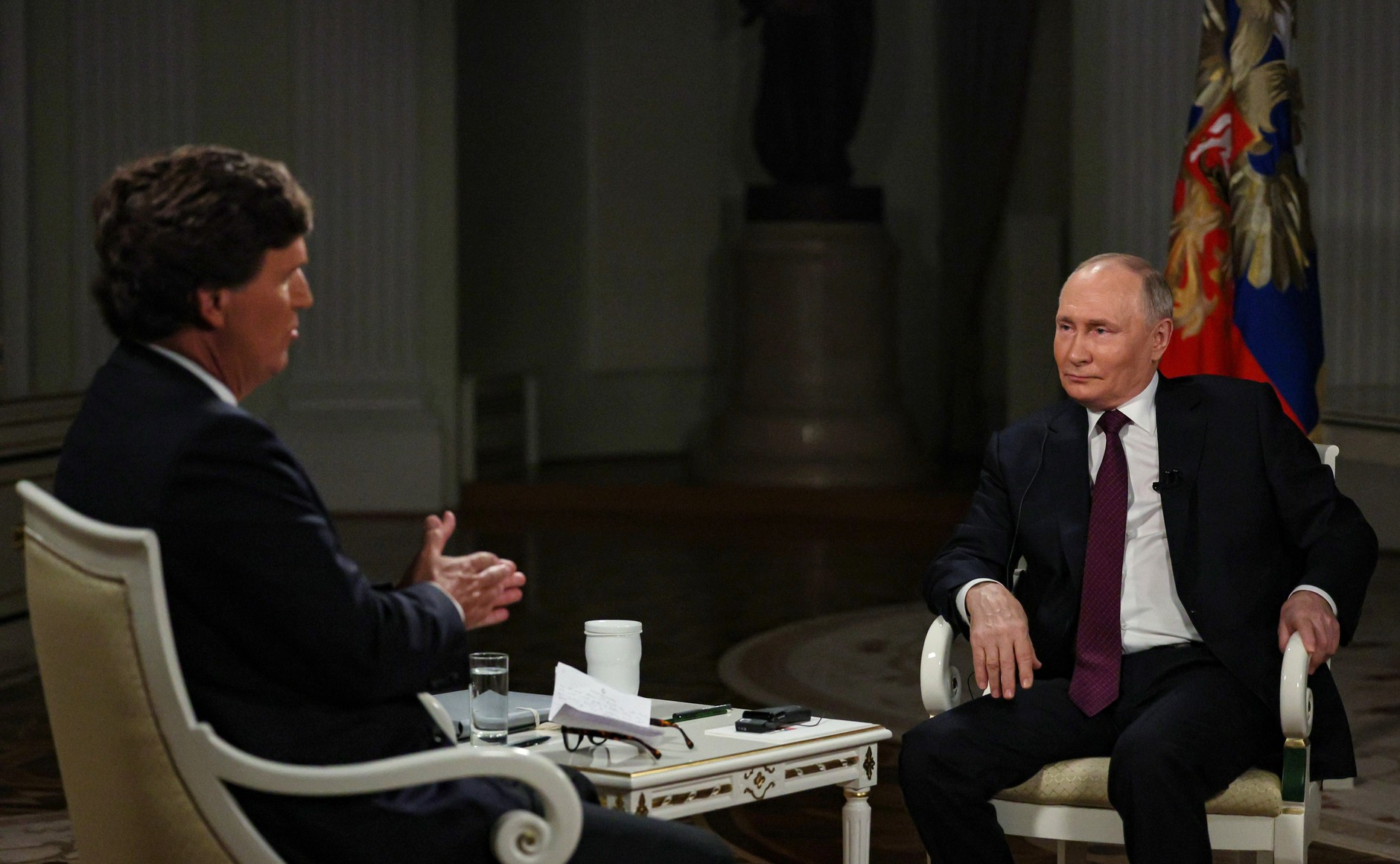
Владимир Путин даёт интервью Такеру Карлсону, 6 февраля

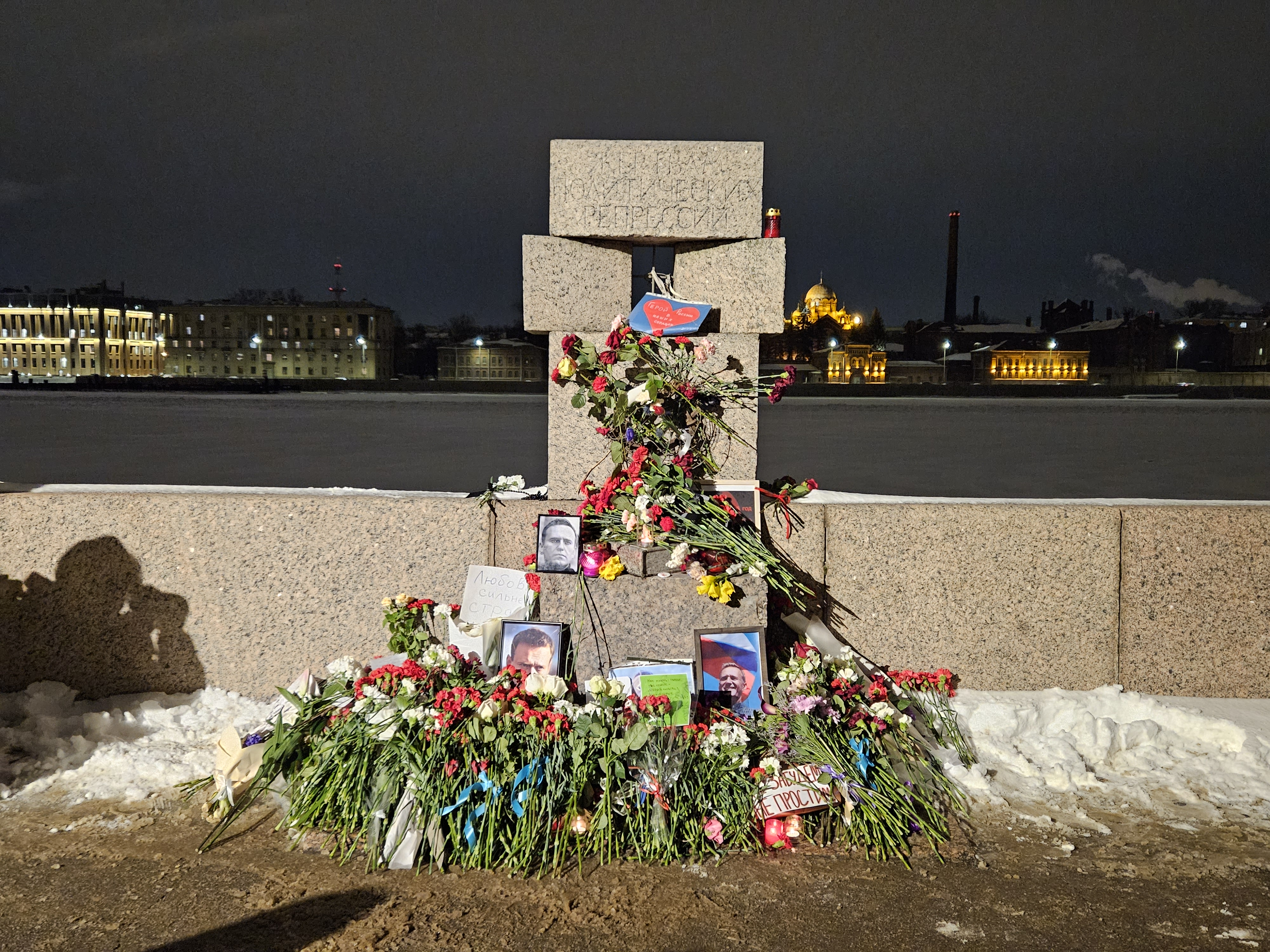
Стихийный мемориал Алексею Навальному у памятника жертв политических репрессий в Санкт-Петербурге, 16 февраля

- 2 февраля — крупная авария на ТЭЦ Бишкека[45].
- 3 февраля — в результате удара по Лисичанску погибли министр чрезвычайных ситуаций аннексированной Россией ЛНР Алексей Потелещенко и два депутата местной оккупационной администрации[46][47]. Россия заявила о 28 погибших[46].
- 4 февраля:
  - Президент Намибии Хаге Гейнгоб умер в возрасте 82 лет, и его преемником стал вице-президент Нанголо Мбумба.
  - Всеобщие выборы в Сальвадоре[англ.]. Действующий президент Найиб Букеле победил на выборах, набрав более 80 % голосов, став первым президентом, переизбранным в Сальвадоре с 1944 года[48][49].
- 6 февраля:
  - Президент России Владимир Путин дал интервью американскому политическому обозревателю Такеру Карлсону. Данное интервью стало первым интервью Путина западному журналисту с момента вторжения России на Украину[50][51].
  - В результате крушения вертолёта[англ.] в озере Ранко, погиб Себастьян Пиньера, бывший президент Чили[52][53].
- 7 февраля — проведение внеочередных президентских выборов в Азербайджане[54]. Действующий президент Ильхам Алиев переизбран на пятый срок, набрав 92,12 % голосов[55][56].
- 8 февраля:
  - Парламентские выборы в Пакистане[англ.][57]. Независимые политики, большинство из которых являются членами запрещённой политической партии «Движение за справедливость», получают большинство мест в Национальной ассамблее[58].
  - Бывший президент Бразилии Жаир Болсонару арестован по обвинению в попытке государственного переворота в рамках операции «Время истины»[59].
- 10 февраля — президент Венгрии Каталин Новак подала в отставку[60]. Исполнять обязанности президента стал Ласло Кёвер.
- 11 февраля — второй тур выборов президента Финляндии[61]. Победу одержал Александр Стубб[62].
- 12—18 февраля — Чемпионат Европы по борьбе 2024 (Бухарест, Румыния)[63].
- 14 февраля — проведение президентских выборов в Индонезии[64].
- 15 февраля — обстрел Белгорода. Погибло 7 человек, 20 пострадало[65].
- 16 февраля — в Харпе скончался российский оппозиционер Алексей Навальный.
- 17 февраля — вторжение России на Украину: бои за Авдеевку завершились оккупацией города Россией[66].
- 22 февраля — посадочный модуль Nova-C американской компании Intuitive Machines становится первым коммерческим аппаратом, совершившим посадку на Луну[67].
- 23 февраля — Армения де-факто заморозила своё участие в ОДКБ[68].
- 25 февраля — Единый день голосования в Беларуси[69].
- 26 февраля — президентские выборы в Венгрии[70]. Избран Тамаш Шуйок[71].
- 29 февраля — 7 марта — проведение российского Всемирного фестиваля молодёжи[72][73].

### Март
- 1 марта:

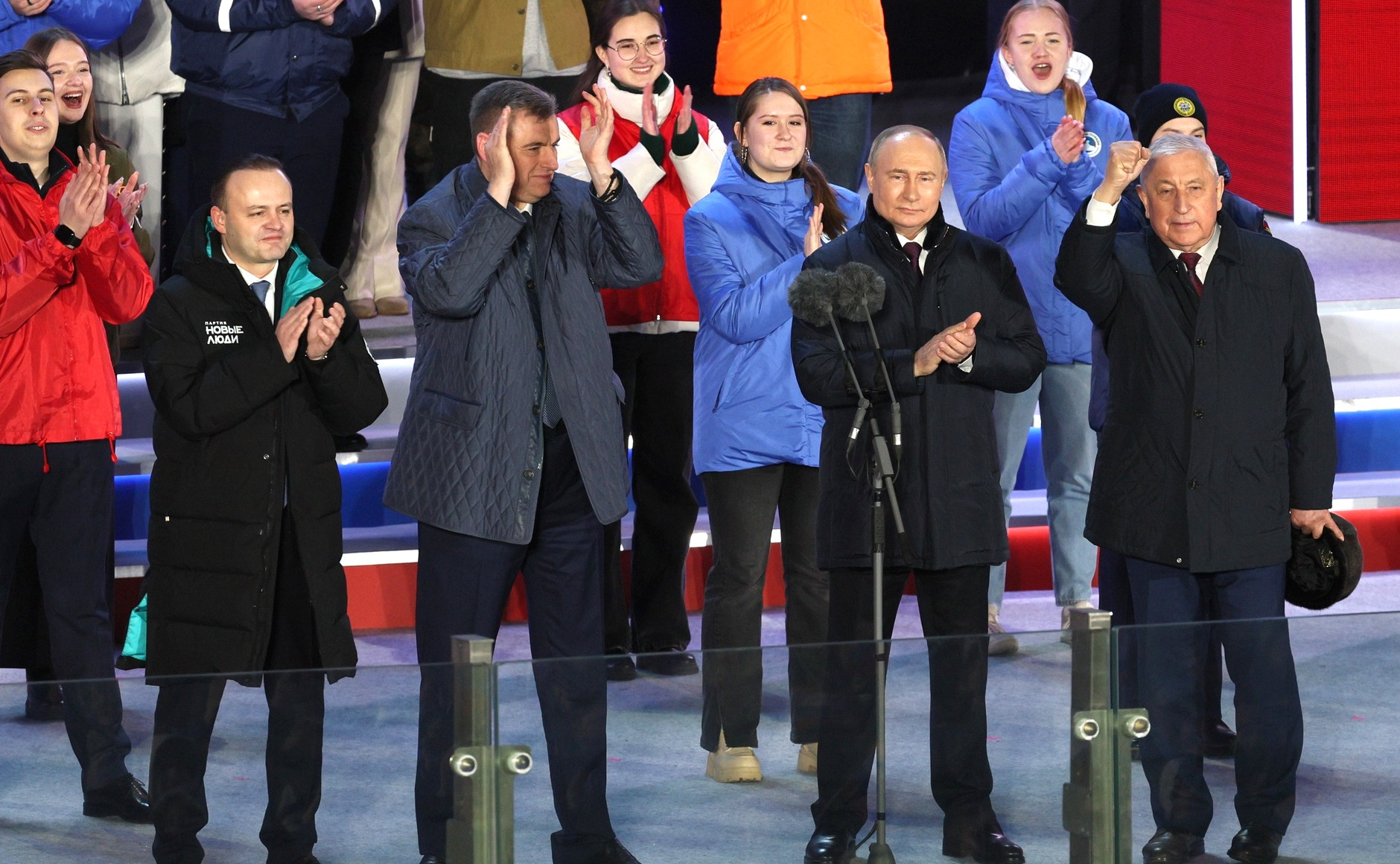
Владимир Путин с тремя другими кандидатами после президентских выборов, 18 марта

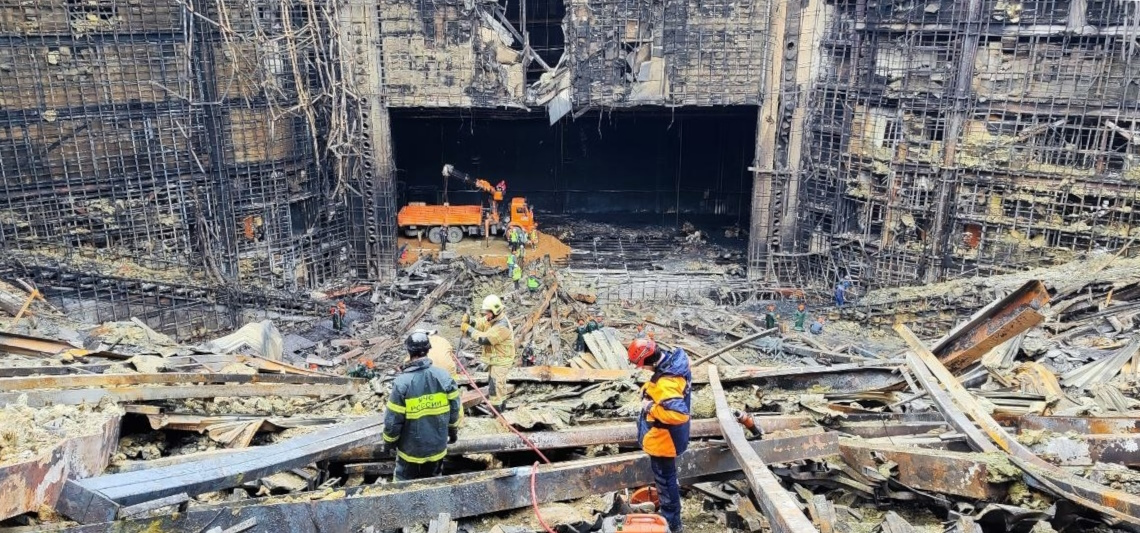
Разрушенный в результате теракта концертный зал «Крокус Сити Холл», 25 марта

  - Переход Казахстана на единый часовой пояс[74].
  - Парламентские выборы в Иране[англ.].
  - Наводнение в Бразилии. Погибло около 40 человек[75].
  - Похороны Алексея Навального[76].
  - Александр Стубб вступил в должность президента Финляндии[77].
- 7 марта:
  - Вступление Швеции в НАТО[78][79].
  - 287 учеников похищены боевиками из государственной школы в штате Кадуна, Нигерия[80].
- 9 марта — президентом Пакистана избран Асиф Али Зардари[81].
- 10 марта:
  - Проведение досрочных парламентских выборов в Португалии[82]. СДП получает множество мест и формирует правительство меньшинства на фоне поражений действующей Социалистической партии и значительных успехов правой партии Chega[83][84].
  - Вступил в должность президент Венгрии Тамаш Шуйок[85].
- 12 марта — временный президент и премьер-министр Гаити Ариэль Анри объявляет о своей предстоящей отставке с обоих постов на фоне продолжающегося кризиса, отмеченного бандитскими разборками[англ.] в стране. Власть временно перейдёт к переходному президентскому совету[86][87][88].
- 12—21 марта — «Русский добровольческий корпус» и другие проукраинские группировки признанные террористическими на территории РФ совершили мартовский рейд в Белгородскоую и Курскую области, по результатам которого погибло 16 человек среди мирного населения, и ещё 98 были ранены.
- 15—17 марта — проведение президентских выборов в России[89]. Победу одержал Владимир Путин.
- 17 марта — проведение протестной акции «Полдень против Путина».
- 20 марта — Прабово Субианто избран президентом Индонезии[90].
- 22 марта:
  - Массированный ракетный обстрел Украины, самый масштабный с начала войны, привёл к значительным разрушениям и приостановке работы ДнепроГЭС и отключениям света в ряде городов, включая Харьков[91].
  - По меньшей мере 145 человек погибли в результате теракта в «Крокус Сити Холле» в Красногорске, Россия[92][93].
- 23 марта — проведение выборов президента Словакии[англ.][94]. Во второй тур вышли Петер Пеллегрини и Иван Корчок[95].
- 24 марта — президентские выборы в Сенегале[96]. Бассиру Диомай Фай избран президентом после того, как его партия и её бывший кандидат Усман Сонко были дисквалифицированы[97].
- 31 марта — Болгария и Румыния становятся членами Шенгенской зоны по морским и воздушным путям[98].

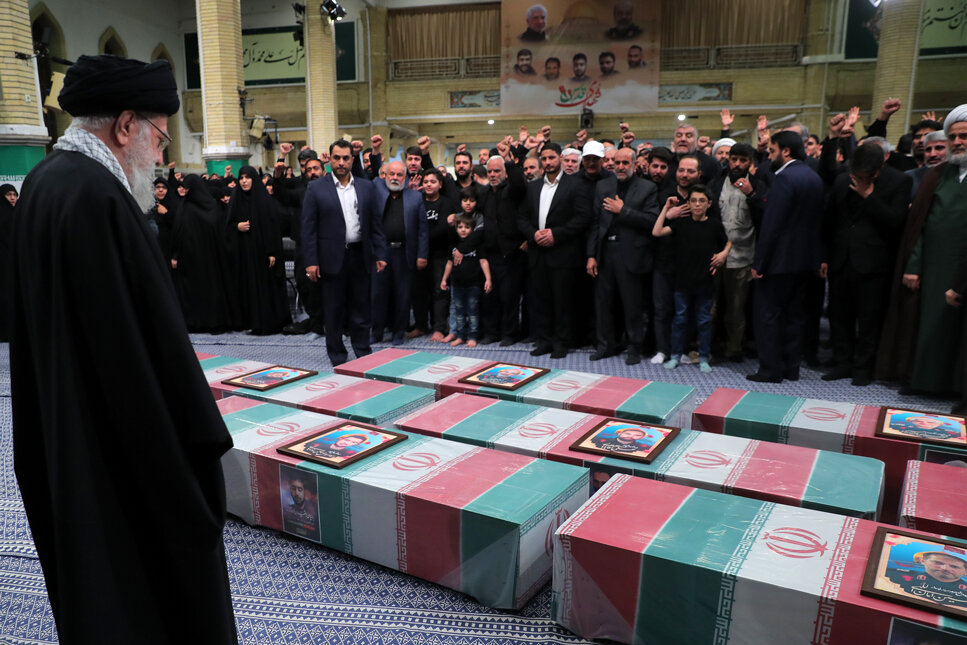
Великий аятолла Али Хаменеи читает заупокойную молитву по семи погибшим в результате израильского удара по консульству Ирана в Дамаске, 4 апреля

### Апрель

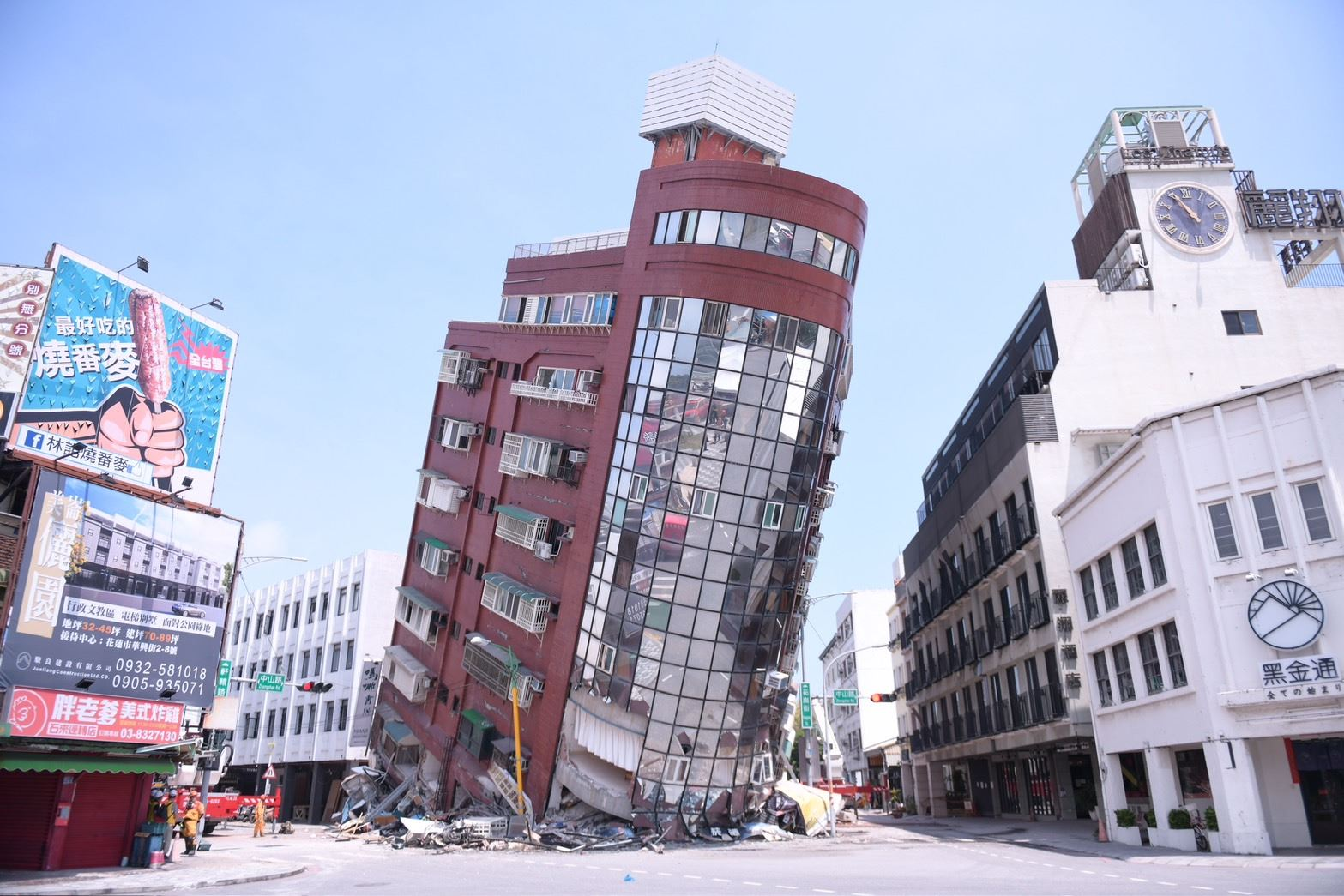
Полуразрушенное десятиэтажное здание после землетрясения в Тайване, 3 апреля

- 3 апреля — серия землетрясений на Тайване магнитудой 7,4 и 6,5 балла[99].
- 4 апреля — парламентские выборы в Кувейте[англ.].
- 5 апреля:
  - Эквадорская полиция совершает рейд в мексиканском посольстве в Кито с целью ареста бывшего вице-президента Хорхе Гласа, которому Мексика предоставила политическое убежище. Эти действия нарушают Венскую конвенцию о дипломатических сношениях, и правительства Мексики и Никарагуа разрывают дипломатические отношения с Эквадором[100].
  - Прорыв дамбы в Орске, который привёл к затоплению города. Жителей эвакуируют.
- 6 апреля — второй тур выборов президента Словакии[95]. Победу одержал Петер Пеллегрини.
- 8 апреля — полное солнечное затмение было видно в Мексике, центральной части США, Восточной Канаде[101].
- 10 апреля:
  - Парламентские выборы в Республике Корея. Демократическая партия Тобуро и Демократический альянс[англ.] получают 176 мест, в то время как партия «Сила народа» и партия народного будущего[англ.], к которой принадлежит президент Юн Сок Ёль, получает только 108 мест[102].
  - Катастрофическое наводнение в Оренбурге. Уровень воды Урала превысил отметку 1000 сантиметров (10 метров)[103][104].
- 11 апреля — российские удары по Трипольской ТЭС и по Сумской ТЭЦ[105][106].
- 13 апреля — Иран нанёс ответные удары по Израилю, после израильского авиаудара по иранскому консульству в Дамаске в начале месяца[107][108].
- 15 апреля — акция протеста у парламента Грузии против принятия закона об иноагентах[109].
- 16 апреля — наводнение в Объединённых Арабских Эмиратах[110][111].
- 17 апреля:
  - Начался вывод российских миротворцев из Нагорного Карабаха[112].
  - Парламентские выборы в Хорватии[113]. Коалиция действующего премьер-министра Андрея Пленковича «Хорватское демократическое содружество» получает большинство мест[114].
  - Парламентские выборы на Соломоновых Островах[англ.].
- 19 апреля — Израиль нанёс авиаудары по Ирану в ответ на ракетную и беспилотную атаку Ирана на Израиль ранее 13 апреля[115].
- 19 апреля — 1 июня — парламентские выборы в Индии.
- 20 апреля — новая акция протеста в Грузии в связи с принятием закона об иноагентах[116][117].
- 21 апреля — парламентские выборы на Мальдивах[англ.].
- 24 апреля — президентские выборы в Северной Македонии.

### Май

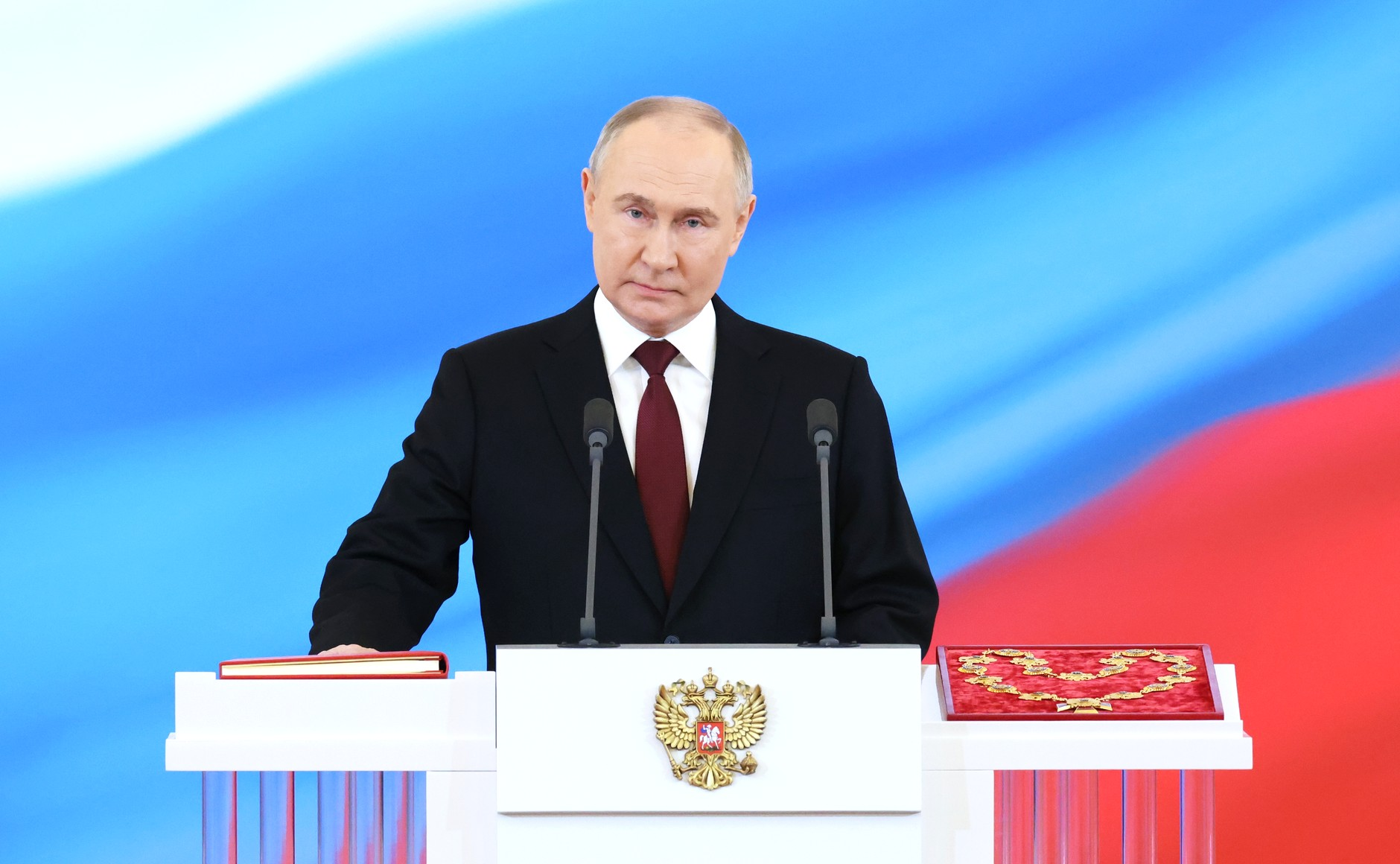
Президент России Владимир Путин на инаугурации, 7 мая

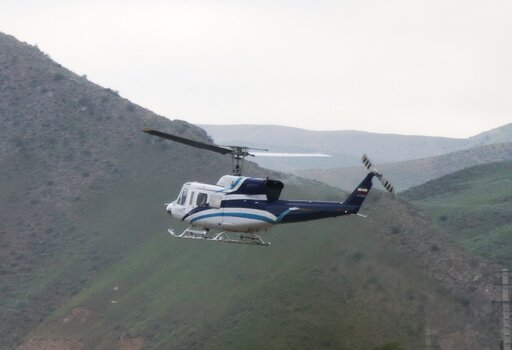
Разбившийся впоследствии вертолёт с президентом Ирана Ибрахимом Раиси вылетает со строящейся ГЭС «Гыз-Галасы», 19 мая

- 5 мая — всеобщие выборы в Панаме[англ.]. Избран Хосе Рауль Мулино[118].
- 6 мая — президентские выборы в Чаде[англ.].
- 7 мая — инаугурация избранного президента Российской Федерации Владимира Путина.
- 7—11 мая — проведение 68-го конкурса песни «Евровидение» в Швеции[119].
- 8 мая:
  - На выборах в Северной Македонии партия евроскептиков ВМРО-ДПМНЕ одерживает убедительную победу на парламентских выборах, а её кандидат в президенты Гордана Силяновская-Давкова избирается первой женщиной-президентом страны во втором туре президентских выборов[120][121].
  - Наводнение в Бразилии[122].
  - Введены режимы ЧС в нескольких регионах России, из-за заморозков[123][124].
- 9 мая — многотысячный митинг в Армении с требованием отставки премьер-министра Никола Пашиняна, причиной акции протеста стали уступки страной ряда территорий Азербайджану[125][126].
- 10 мая:
  - Падение автобуса в реку Мойку в Санкт-Петербурге. 7 человек погибли, 2 выжили[127].
  - Вторжение России на Украину: российские войска начали наступление в Харьковской области[128].
  - Наводнение в Афганистане. Погибли около 300 человек[129][130].
  - Эмир Кувейта Мишааль аль-Ахмед аль-Джабер ас-Сабах распустил парламент и приостановил действие ряда положений Конституции[131][132].
- 10—26 мая — Чемпионат мира по хоккею с шайбой 2024.
- 12 мая:
  - Проведение президентских выборов в Литве[133][134].
  - Обрушение подъезда в Белгороде. Погибло 17 человек, 27 пострадавших[135][136][137].
- 15 мая:
  - Ли Сяньлуна, занимающего пост премьер-министра Сингапура с 2004 года, сменил на посту премьер-министра бывший заместитель премьер-министра Лоуренс Вонг в преддверии следующих всеобщих выборов в 2025 году[англ.][138].
  - Покушение на премьер-министра Словакии Роберта Фицо[139].
- 19 мая:
  - Всеобщие выборы в Доминиканской Республике[англ.]. Победу одержал действующий президент Луис Абинадер[140].
  - На границе Ирана и Азербайджана разбился вертолёт с президентом Ирана Ибрахимом Раиси, министром иностранных дел Ирана Хосейном Амиром Абдоллахияном и другими высокопоставленными лицами Ирана. Все пассажиры погибли[141].
  - Попытка государственного переворота в Демократической Республике Конго, которую, как сообщалось, возглавил Кристиан Маланга[англ.], привела к беспорядкам в Киншасе[142]. Правительственные войска[англ.] быстро вмешались, арестовав лидеров переворота и, как сообщалось, восстановив спокойствие[143][144].
- 20 мая — Главный прокурор Международного уголовного суда добивается выдачи ордеров на арест премьер-министра Израиля Биньямина Нетаньяху, министра обороны Израиля Йоава Галанта и лидеров ХАМАС в Газе Яхьи Синвара, Исмаила Хании и Мухаммада Дейфа по обвинению в военных преступлениях[145].
- 24 мая — в результате оползня в Папуа — Новой Гвинее погибло более 2000 человек[146].
- 26 мая:
  - Второй тур президентских выборов в Литве. Победу одержал действующий президент Гитанас Науседа[147].
  - Акция протеста в Армении с требованием отставки Никола Пашиняна[148].
- 26—27 мая — визит Владимира Путина в Узбекистан.
- 29 мая:
  - Парламентские выборы в ЮАР. Впервые в демократической истории Южной Африки партии АНК не удалось набрать большинство голосов[149][150].
  - Парламентские выборы на Мадагаскаре завершились победой правящей пропрезидентской партии[151].

### Июнь
- 1 июня:

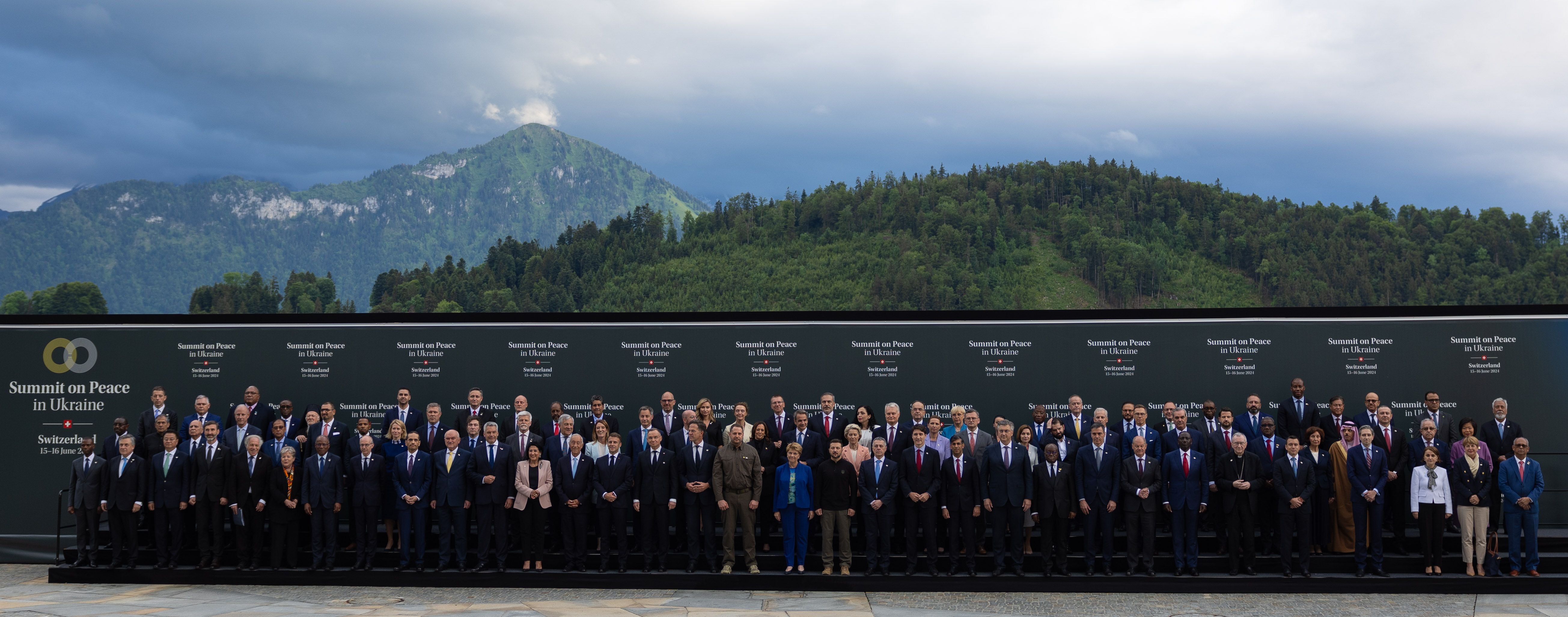
Групповая фотография участников мирной конференции по Украине, 15 июня

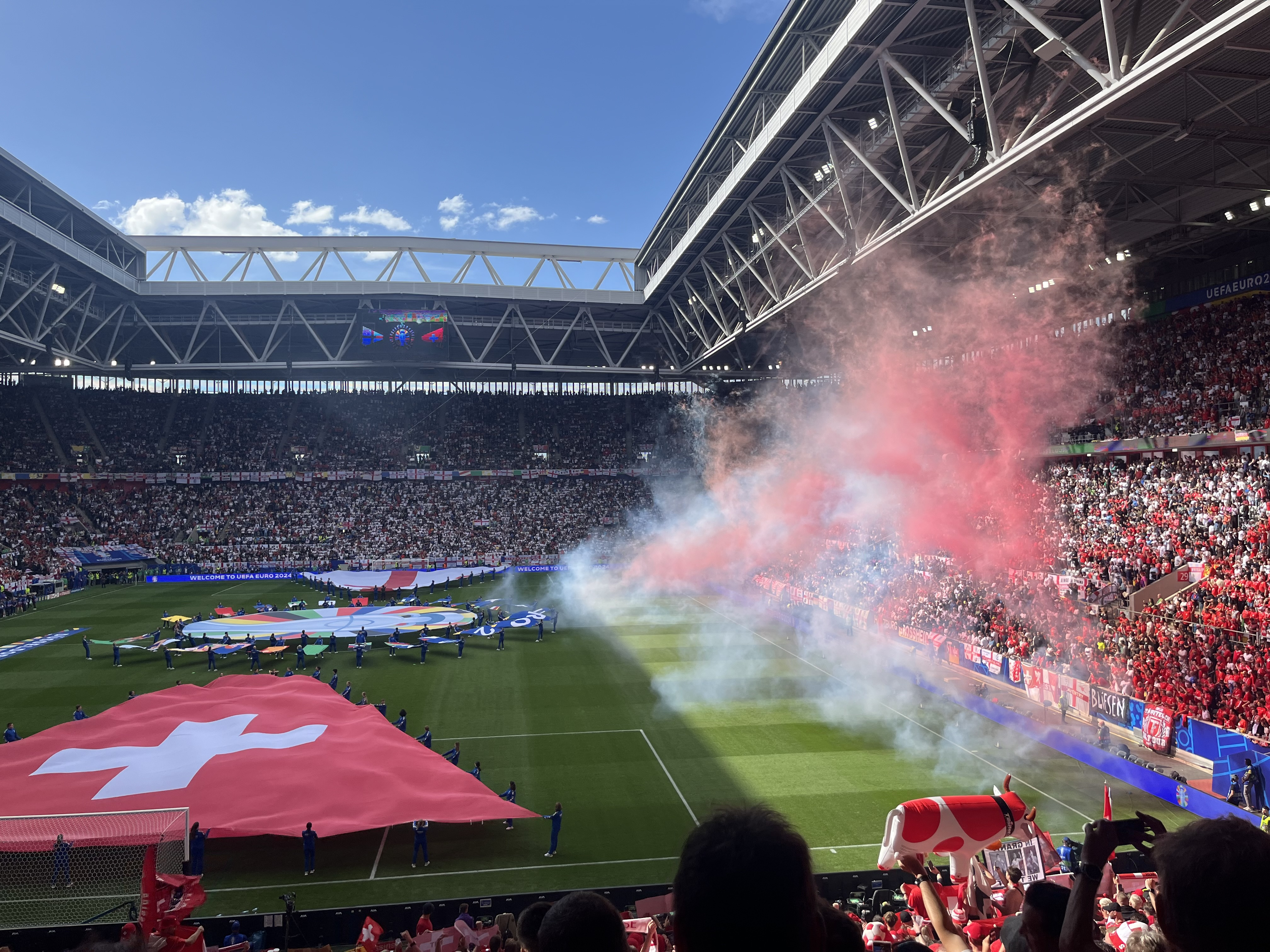
Стадион в Дюссельдорфе перед четвертьфиналом Англия — Швейцария на Чемпионате Европы по футболу, 6 июля

  - Парламентские выборы в Индии 2024 года, начавшиеся 19 апреля, завершаются[152].
  - Президентские выборы в Исландии. Победу одержала Хадла Тоумасдоуттир[153].
- 1—29 июня — чемпионат мира по крикету среди мужчин T20 2024 года проводится совместно Вест-Индией и США[154].
- 2 июня — всеобщие выборы в Мексике. Клаудия Шейнбаум была избрана первой женщиной-президентом Мексики[155].
- 3 июня — вступил в силу принятый в Грузии Закон об иноагентах[156].
- 5 июня:
  - Олег Кононенко первым в мире провёл в космосе 1000 суток суммарно[157][158].
  - Премьер-министр Индии Нарендра Моди подал в отставку в преддверии формирования нового кабинета[159].
  - В США состоялся первый пилотируемый запуск космического корабля Starliner в рамках миссии Boe-CFT[160][161].
  - «Тинькофф Банк» сменил название на «Т-Банк»[162].
- 6 июня:
  - Столкновение двух трамваев в Кемерово, в результате которого 1 человек погиб и 146 пострадали[163][164].
  - Столкновение поездов в Чехии. Погибли 4 человека, 34 получили ранения[165].
- 6—9 июня — проведение выборов в Европейский парламент[166]. ЕНП, возглавляемая действующим председателем Еврокомиссии Урсулой фон дер Ляйен, сохраняет свой статус крупнейшей фракции в парламенте на фоне усиления позиций групп ECR и ID[167][168].
- 7 июня — нападение на премьер-министра Дании Метте Фредериксен[169][170].
- 9 июня:
  - Парламентские выборы в Бельгии[англ.]. Новый фламандский альянс остаётся крупнейшей партией в Палате представителей, в то время как Open VLD, партия уходящего премьер-министра Александра Де Кро, теряет места[171].
  - Парламентские выборы в Болгарии. ГЕРБ-СДС[англ.] показала лучшие результаты, набрав 25 % голосов и 68 мест, но не получила большинства в Национальном собрании[172][173].
  - Парламентские выборы в Сан-Марино[англ.][174]. Альянс Демократия и свобода[англ.], во главе с PDCS, получает большинство в Большом и Генеральном совете[175].
  - Парламентские выборы в Южной Осетии[176].
- 10 июня — в авиакатастрофе близ Чикангавы[англ.], Малави, погибли девять человек, включая вице-президента Малави Саулоса Чилиму[177].
- 11—23 июня — в Казани прошли Игры БРИКС с участием спортсменов из стран, входящих в эту организацию[178].
- 12 июня — завершение вывода российских миротворцев из Нагорного Карабаха[179].
- 13—15 июня — 50-й саммит G7 в Италии[180].
- 14 июня — 14 июля — Чемпионат Европы по футболу 2024 в Германии[181].
- 15—16 июня — в Швейцарии прошла мирная конференция по Украине[182].
- 16 июня — захват заложников в СИЗО Ростова-на-Дону[183].
- 23 июня:
  - Украинская ракета сбита над аннексированным Россией Севастополем. Пострадали 153 человека. 4 человека, в том числе два ребёнка, погибли[184][185].
  - Нападения на синагоги и церкви Дагестана. Атаке подверглись города Махачкала и Дербент, погибло 22 человека, пострадали 46[186][187].
- 24 июня — пожар в здании бывшего НИИ «Платан» в городе Фрязино. Погибло 8 человек[188][189].
- 25 июня:
  - Массовые беспорядки в Кении, вызванные решением правительства о повышении налогов[190].
  - Международный уголовный суд выдал ордер на арест Сергея Шойгу и Валерия Герасимова[191].
- 26 июня — неудавшаяся попытка государственного переворота в Ла-Пасе, Боливия, во главе с бывшим главнокомандующим Хуаном Хосе Суньигой[192].
- 27 июня — дебаты кандидатов в президенты США Джо Байдена и Дональда Трампа[193].
- 28 июня:
  - Президентские выборы в Иране. Прошли во второй тур Масуд Пезешкиан и Саид Джалили.
  - Парламентские выборы в Монголии. Монгольская народная партия получает меньшее число мест в Великом государственном хурале на фоне успехов Демократической партии[194].
- 29 июня — президентские выборы в Мавритании[англ.]. Действующий президент Мухаммед ульд аш-Шейх аль-Газуани переизбран на второй срок[195].
- 30 июня — 7 июля — парламентские выборы во Франции. Левый «Новый народный фронт» получает большинство мест в Национальном собрании, опередив правого «Национального объединения», одержавшее победу в первом туре, но не набрав большинства[196].

### Июль

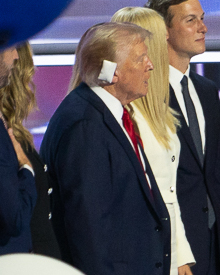
Дональд Трамп после покушения в Пенсильвании, 18 июля

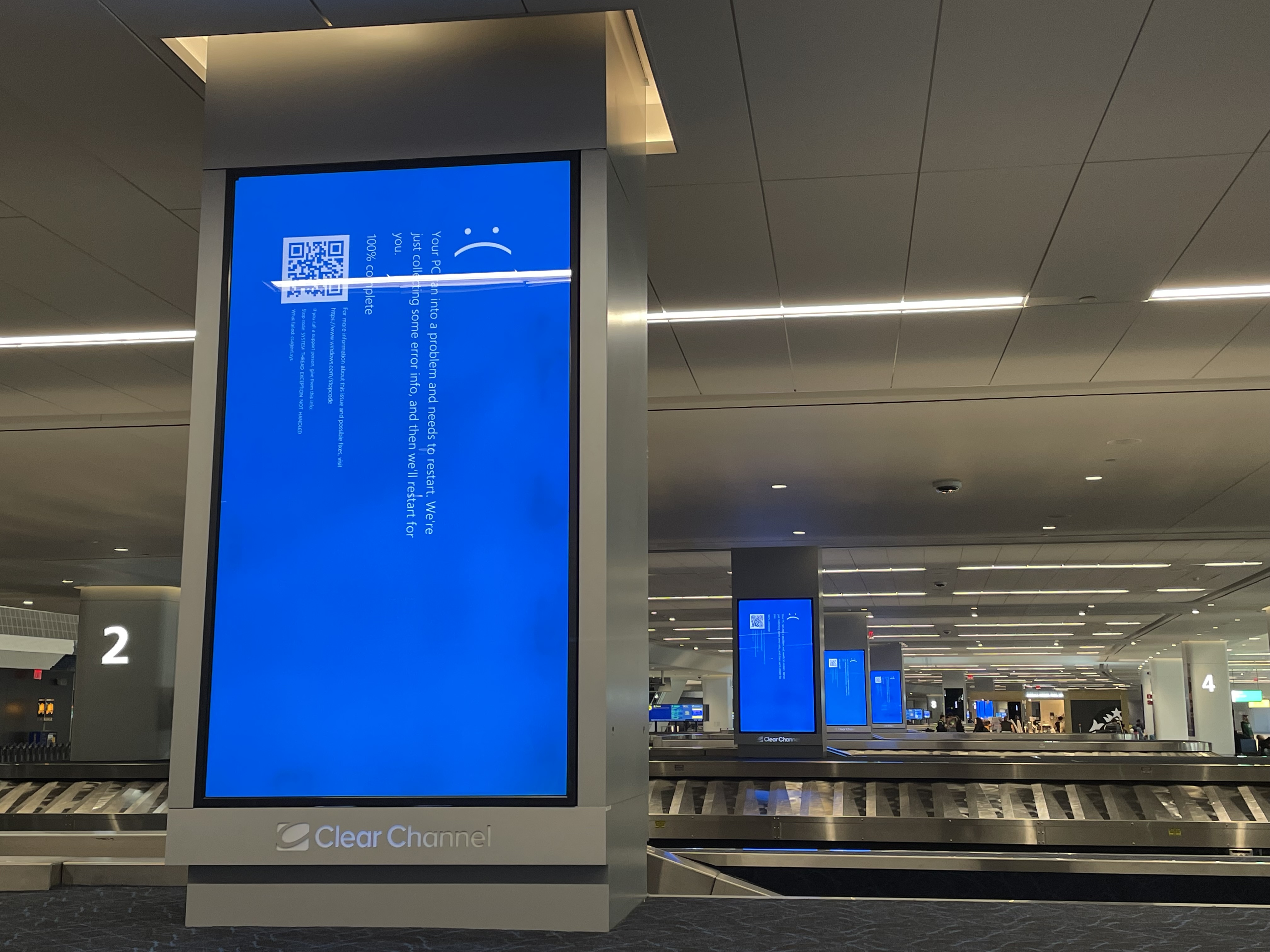
Глобальный сбой в работе Windows, 19 июля

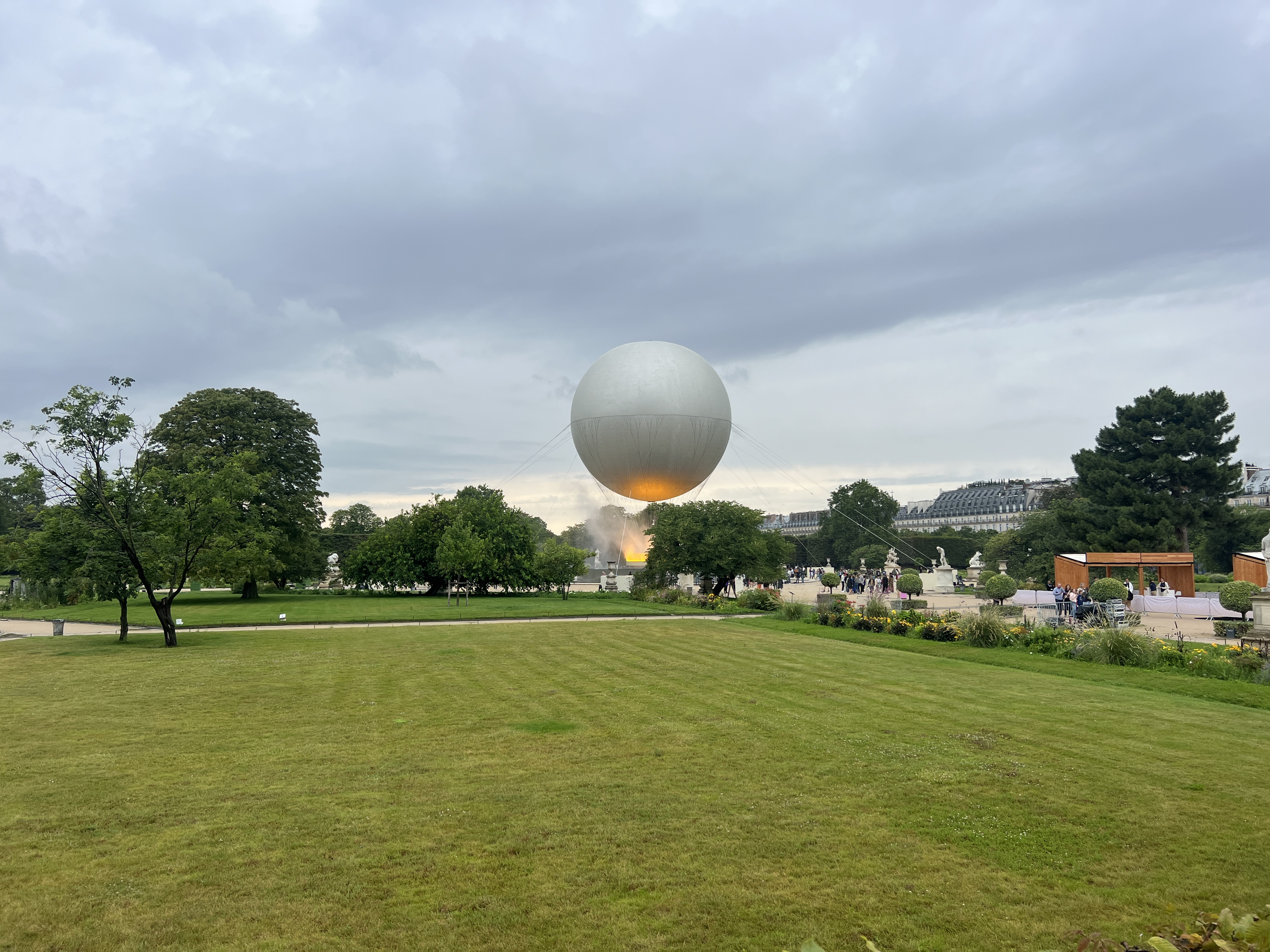
Олимпийский огонь в саду Тюильри, Париж, 27 июля

- 3 июля — Россия приостановила членство в ПА ОБСЕ[197].
- 4 июля — парламентские выборы в Великобритании. Победу одержала Лейбористская партия, и Кир Стармер стал новым премьер-министром Великобритании.
- 5 июля — второй тур президентских выборов в Иране. Победу одержал Масуд Пезешкиан.
- 8 июля — вторжение России в Украину: в результате российского массированного ракетного обстрела Украины погибли 42 человека, ранены 170[198].
- 9 июля — 11 июля — Саммит НАТО в США[199].
- 9 июля — руководство Евросоюза приняло решение о приостановлении процесса вхождения Грузии в эту организацию[200].
- 12 июля:
  - Катастрофа SSJ 100 под Коломной. Погибли все находившиеся на его борту 3 члена экипажа.
  - Инаугурация президента Литвы Гитанаса Науседы[201].
- 13 июля:
  - Покушение на Дональда Трампа в Пенсильвании. Сам Трамп ранен, стрелок и ещё один человек убиты.
  - В результате ракетного удара Израиля, по вилле семьи Саламе, убит лидер ХАМАС Мухаммад Дейф.
- 15 июля — парламентские выборы в Сирии[англ.].
- 15—18 июля — национальный съезд Республиканской партии.
- 15—16 июля — президентские выборы в Руанде[202]. Действующий президент Поль Кагаме переизбран на четвёртый срок[203].
- 19 июля — сбой в работе Windows.
- 21 июля — Джо Байден объявил о выходе из президентской гонки[204].
- 21—27 июля — проведение XX Международного ботанического конгресса в Мадриде (Испания)[205].
- 22 июля — в Московском зоопарке в возрасте 30 лет умер сетчатый жираф Самсон Гамлетович Ленинградов[206].
- 26 июля — 11 августа — летние Олимпийские игры 2024 прошли в Париже[207].
- 28 июля — президентские выборы в Венесуэле[208]. Действующий президент Николас Мадуро объявил о победе над кандидатом от оппозиции Эдмундо Гонсалесом Уррутиа на фоне предполагаемых нарушений, в результате чего многие южноамериканские государства отказались признавать результаты выборов или приостановили дипломатические отношения с правительством Мадуро[209].
- 29 июля:
  - Межплеменной конфликт в Пакистане. Погибло 35 человек, около 100 пострадали[210].
  - В Венесуэле начались акции протеста в связи с переизбранием Николаса Мадуро на пост президента страны[211].
  - Массовое убийство в Саутпорте. Погибло 3 девочки, 10 человек пострадало. Начало протестов в Великобритании[212][213].
- 30 июля — инаугурация президента Ирана Масуда Пезешкиана[214].
- 31 июля — в Иране убит лидер ХАМАС Исмаил Хания.

### Август
- 1 августа:

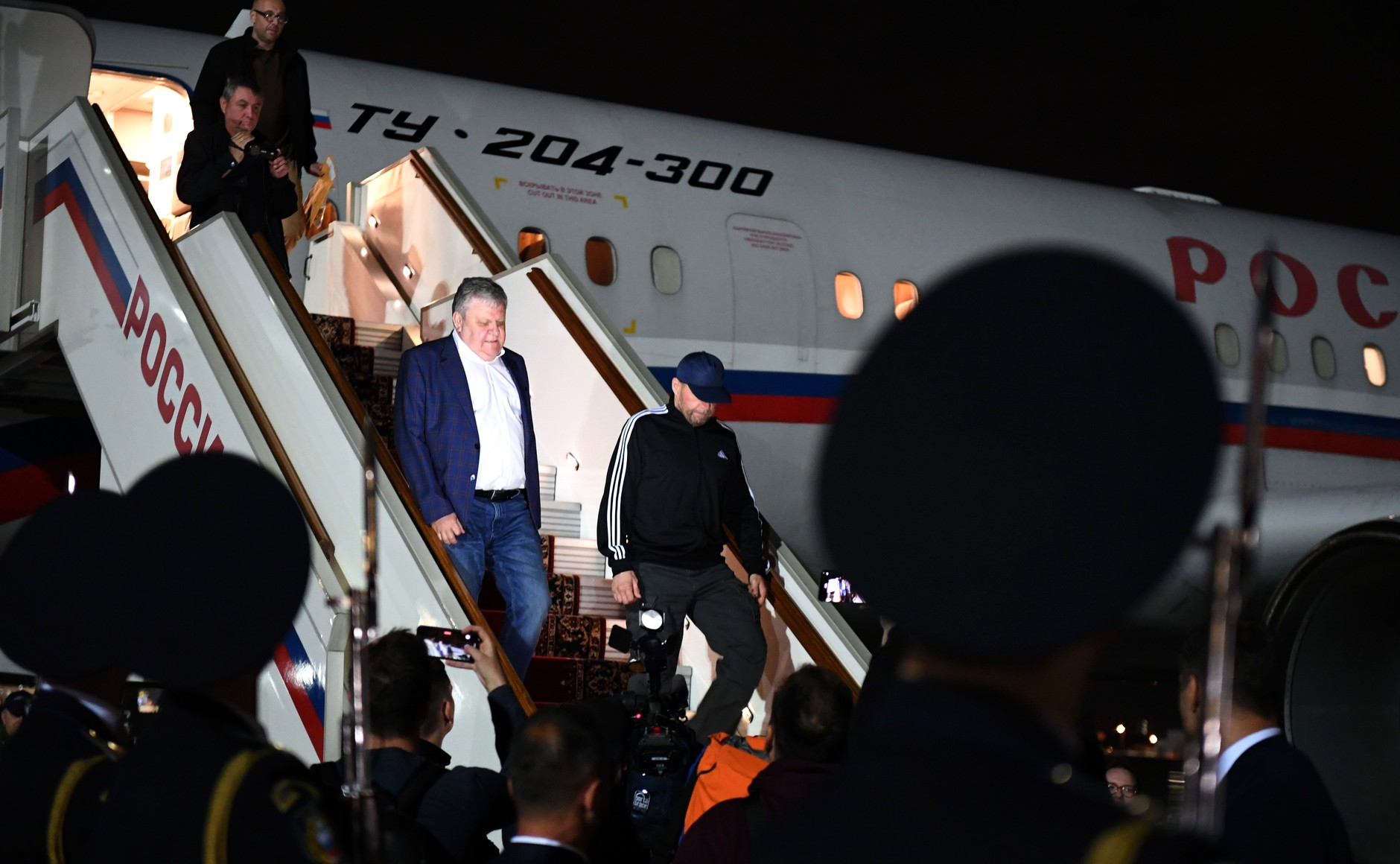
Владимир Путин встречает освобождённых россиян после обмена, 1 августа

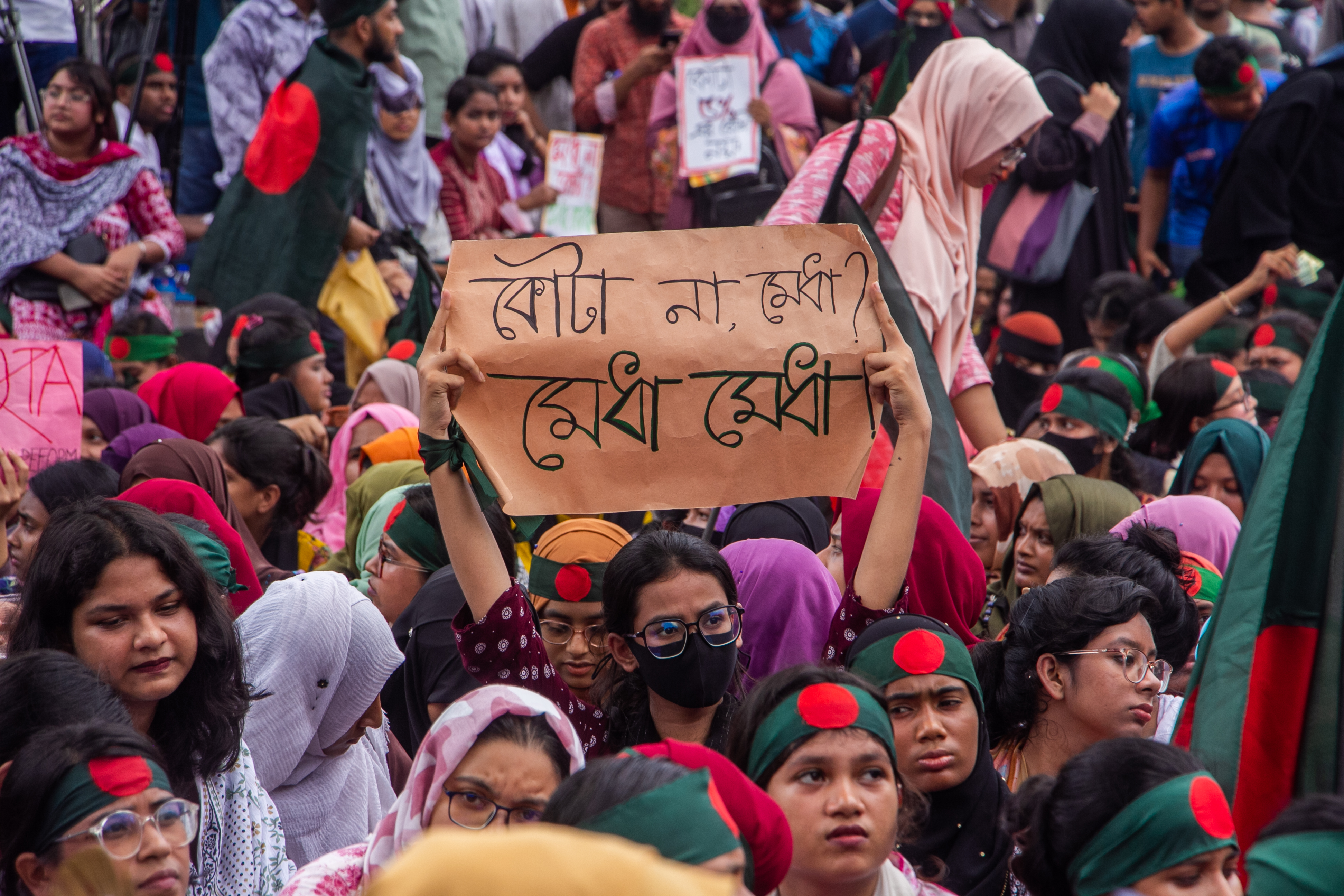
Бангладешские студенты требуют отменить квоты на государственные должности, 11 июля

  - Обмен заключёнными между Россией и странами Запада[215].
  - В Нижнем Тагиле произошёл взрыв в жилом доме. Погибли 11 человек, 26 пострадали[216].
- 4 августа — антиправительственные протесты в Бангладеш. В результате столкновения протестующих с полицией погибло по меньшей мере 300 человек[217].
- 5 августа — премьер-министр Бангладеш Шейх Хасина подала в отставку и бежала из страны[218]. Командующий армией страны Вакер-Уз-Заман объявил о создании временного правительства[219].
- 6 августа — начало боёв в Курской области.
- 8 августа — ВСУ оккупировали Суджу.
- 9 августа — катастрофа ATR 72 под Сан-Паулу: самолёт ATR 72 авиакомпании Voepass Linhas Aéreas разбился недалеко от Виньеду, Сан-Паулу, Бразилия, погибли все 62 человека, находившиеся на борту[220].
- 14 августа:
  - Всемирная организация здравоохранения (ВОЗ) второй раз за два года объявляет эпидемию оспы чрезвычайной ситуацией в области общественного здравоохранения, имеющей международное значение, после распространения вируса в африканских странах[221].
  - Конституционный суд Таиланда отстранил премьер-министра Сеттху Тхависина от должности за незаконное назначение в свой кабинет министра, который был приговорён к тюремному заключению[222].
- 14—19 августа — парламентские выборы в Кирибати[англ.][223].
- 19—22 августа — съезд Демократической партии в США[224].
- 23 августа — захват заложников в ИК-19 в Суровикино.
- 24 августа:
  - Арест создателя ВК и Telegram Павла Дурова во Франции.
  - В результате нападения боевиков в Буркина-Фасо погибло от 100 до 200 человек, не менее 140 ранены[225][226].
- 26 августа — крушение истребителя F-16 на Украине, после которого Владимир Зеленский освободил Николая Олещука от должности командующего ВВС Украины.
- 28 августа — 8 сентября — летние Паралимпийские игры 2024 прошли в Париже, Франция.

### Сентябрь

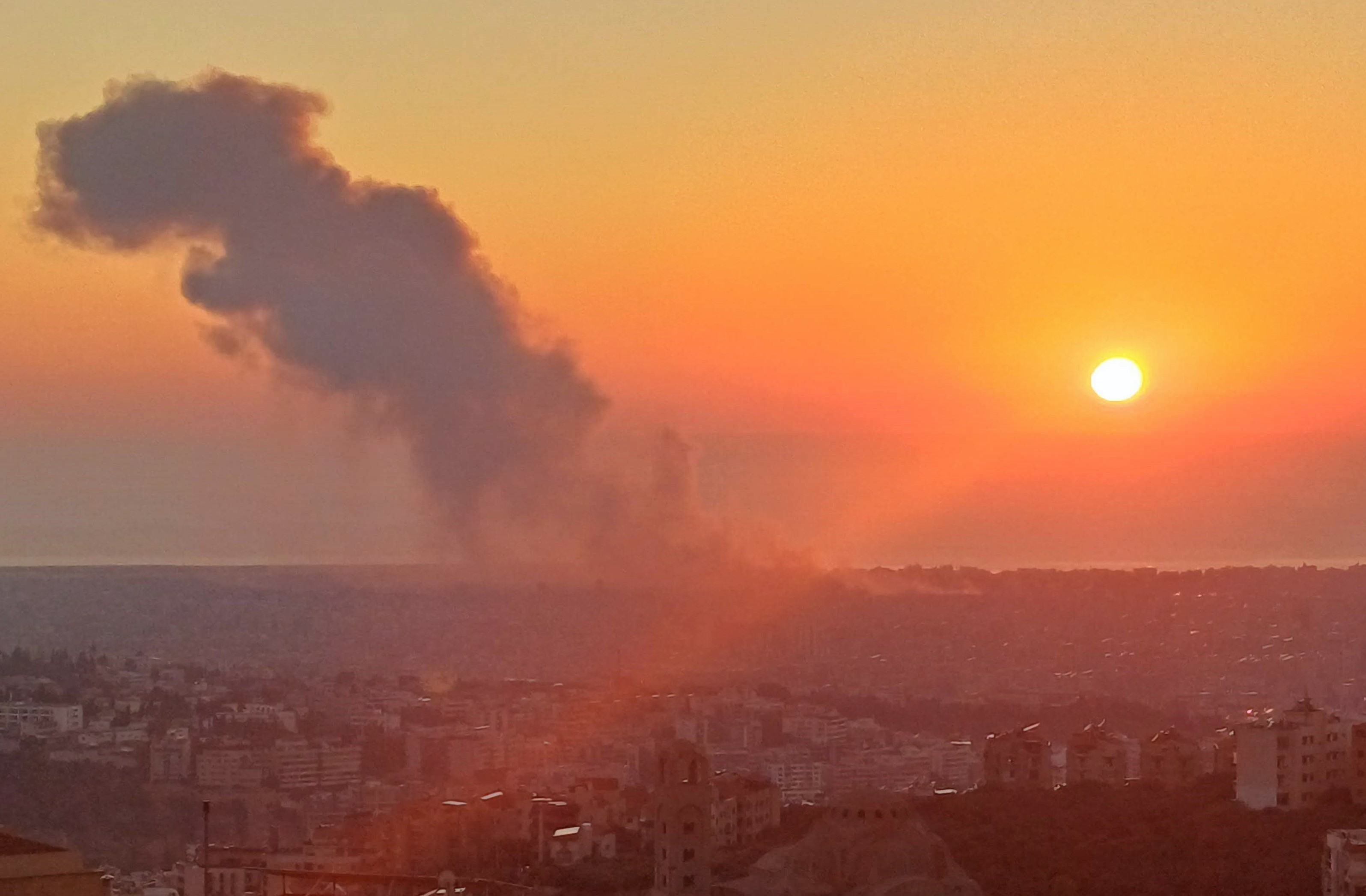
Дым поднимается из пригородов Бейрута после авиаударов по штаб-квартире Хезболлы, 27 сентября

- 1 сентября — досрочные парламентские выборы в Азербайджане[227].
- 3 сентября — вторжение России в Украину: российские войска нанесли ракетный удар по Полтаве, в результате которого погибли 53 человека, 298 получили ранения[228][229].
- 4 сентября — российский мобильный оператор Tele2 провёл ребрендинг и сменил название на t2[230][231].
- 7 сентября — президентские выборы в Алжире[англ.][232]. Действующий президент Абдельмаджид Теббун переизбран на второй срок[233].
- 8 сентября — Единый день голосования в России.
- 10 сентября — дебаты кандидатов в президенты США Камалы Харрис и Дональда Трампа[234][235].
- 11 сентября — установлен рекорд по числу людей в космосе. После запуска «Союз МС-26» на околоземной орбите одновременно находится 19 человек[236][237].
- 17 сентября — в Грузии принят закон о запрете «пропаганды ЛГБТ» и трансгендерного перехода[238].
- 17—18 сентября — взрывы в Ливане в результате детонации пейджеров и раций. 37 человек погибли и более 3000 получили ранения[239].
- 18 сентября — количество статей в Русской Википедии достигло 2 миллиона[240].
- 19 сентября — в странах Европы и США зафиксировано появление нового штамма коронавируса XEC, в результате чего некоторые города США и Европы снова закрылись на карантин[241][242][243].
- 21 сентября — президентские выборы в Шри-Ланке[англ.]. Анура Кумара Диссанаяке избран президентом Шри-Ланки, и впервые в истории Шри-Ланки был проведён второй тур подсчёта голосов[244].
- 27 сентября:
  - Взрыв на автозаправке в Дагестане. Погибли 13 человек и 11 пострадали[245].
  - Израильским авиаударом уничтожено почти всё высшее руководство «Хезболлы», включая её лидера Хасана Насраллу[246].
- 29 сентября — парламентские выборы в Австрии.
- 30 сентября — Великобритания становится первой страной G7, которая постепенно отказывается[англ.] от угольной энергетики в пользу производства электроэнергии после 142 лет использования этого источника энергии[247][248].

### Октябрь
- 1 октября:

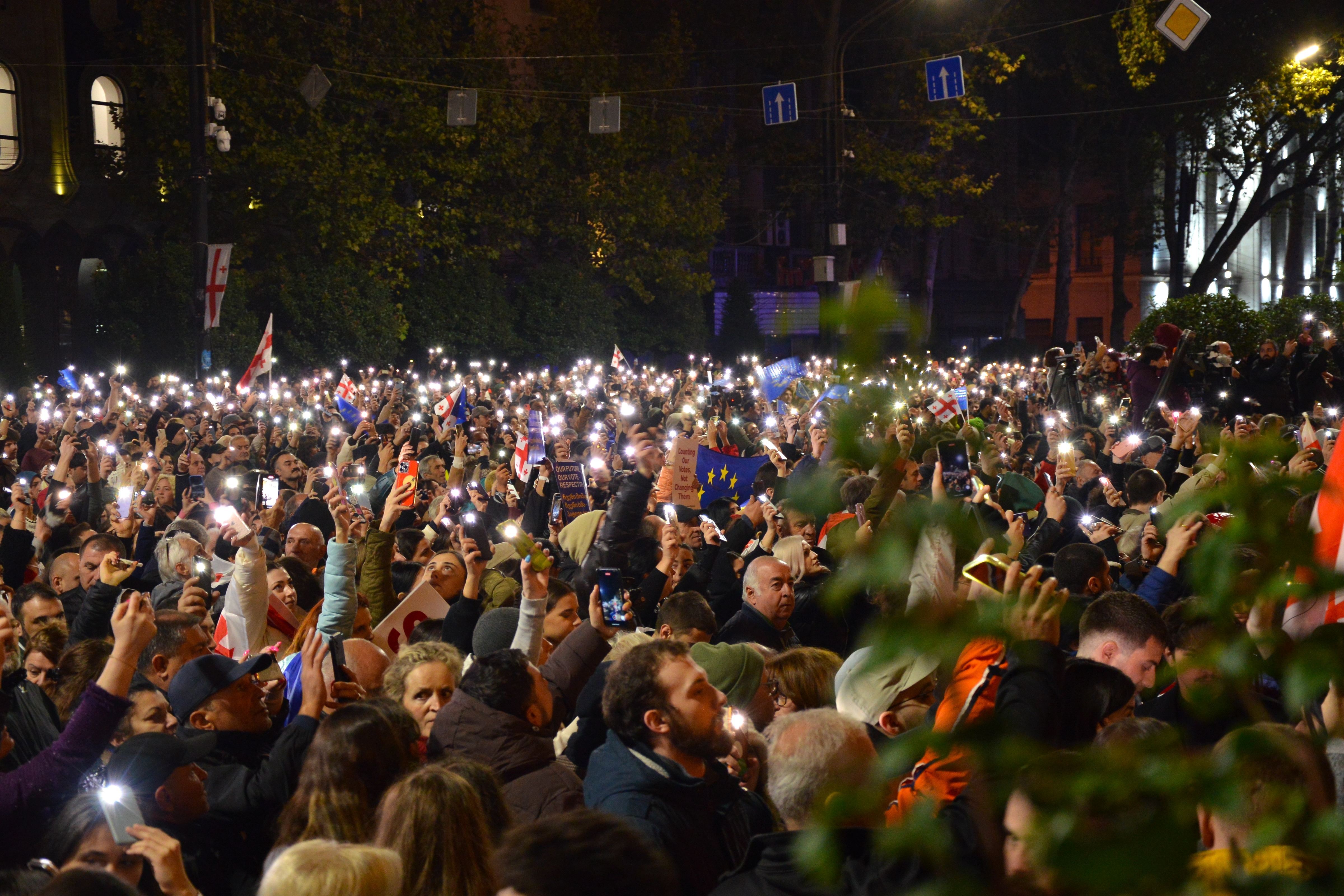
Протесты в Грузии после парламентских выборов, 28 октября

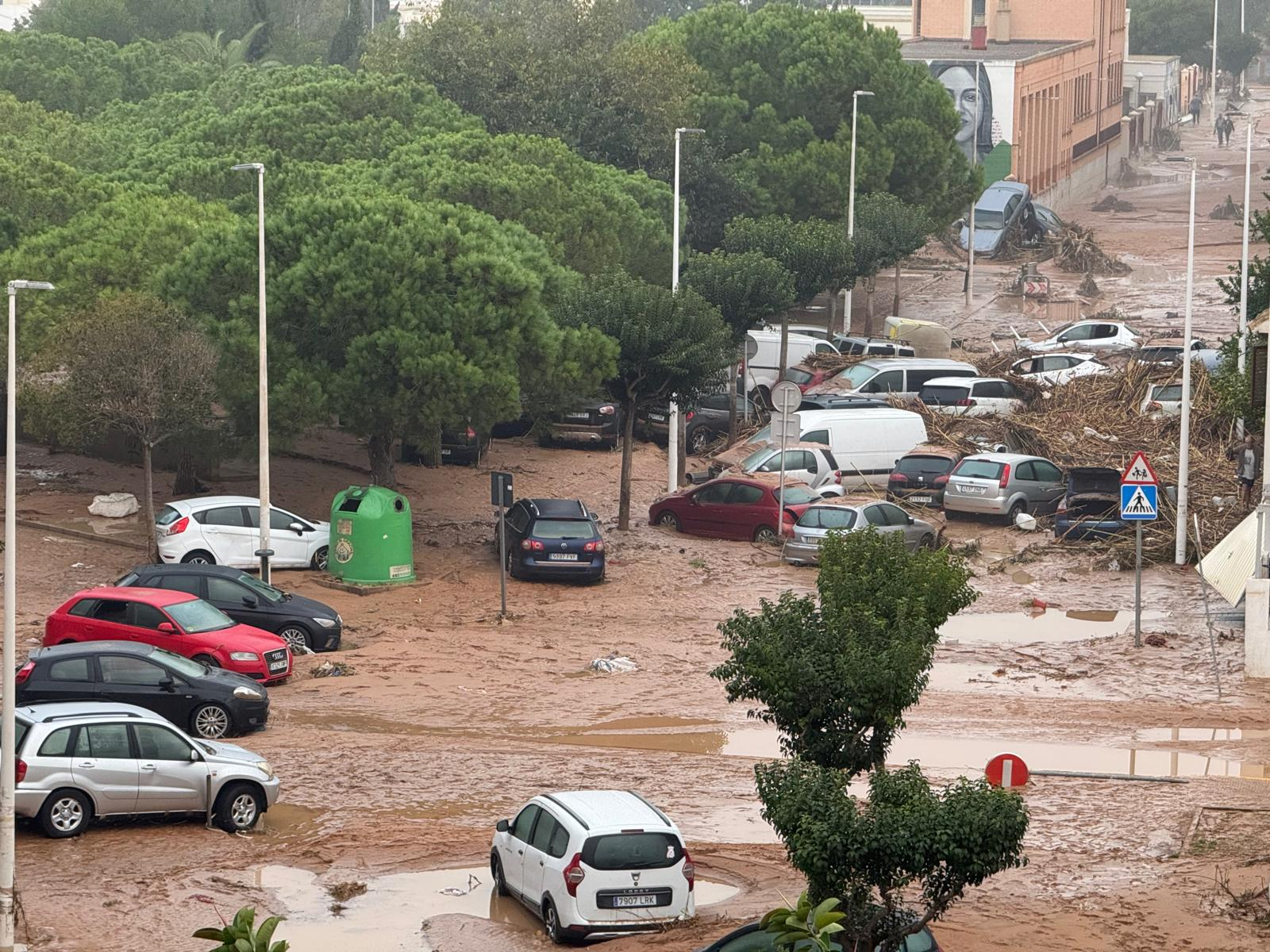
Последствия наводнения в Испании, 30 октября

  - Начало вторжения Израиля в Ливан[англ.].
  - Иран запустил 201 баллистическую ракету в сторону Израиля в ответ на ликвидацию Хасана Насраллы.
  - Вторжение России на Украину: бои за Угледар завершились оккупацией города[249].
- 6 октября:
  - Референдум о строительстве АЭС в Казахстане[250].
  - Президентские выборы в Тунисе[англ.]. Действующий президент Каис Саид переизбран на второй срок[251].
- 8 октября — блокировка мессенджера Discord в России[252].
- 9 октября:
  - Блокировка мессенджера Discord в Турции[253].
  - Всеобщие выборы в Мозамбике[англ.]. Даниэл Шапу избран президентом, а правящая партия ФРЕЛИМО сохраняет большинство в Ассамблее Республики[254].
- 10 октября — российская армия развернула наступление в Кореневском, Суджанском и Глушковском районах Курской области, часть которых была в августе оккупирована украинскими войсками[255].
- 12 октября — взрыв на АЗС в Грозном[256].
- 13 октября:
  - Первый тур парламентских выборов в Литве[англ.].
  - Компания SpaceX впервые успешно вернула[англ.] на стартовую площадку первую ступень сверхтяжёлой ракеты-носителя Starship, самой большой и мощной из когда-либо запущенных ракет[257][258][259].
- 14 октября — запуск космического аппарата Europa Clipper к орбите Юпитера. Миссия направлена для изучения воды на спутнике Европа[260].
- 16 октября — Яхья Синвар, лидер ХАМАС, убит в перестрелке с израильскими военными в Рафахе[261].
- 20 октября — президентские выборы в Молдове и референдум о вхождении страны в Евросоюз[262].
- 21 октября:
  - Президентом Вьетнама стал генерал Лыонг Кыонг[263].
  - Бывший президент Албании Илир Мета задержан по обвинению в коррупции[264].
- 22—24 октября — саммит глав государств БРИКС в Казани, Татарстан[265].
- 26 октября — проведение парламентских выборов в Грузии[266].
- 27 октября:
  - Всеобщие выборы в Уругвае[англ.].
  - Второй тур парламентских выборов в Литве[англ.].
  - Парламентские выборы в Японии. Правящая ЛДП впервые с 2009 года теряет парламентское большинство, но по-прежнему получает большинство мест. КДП добилась своего лучшего результата в истории партии[267].
  - Парламентские выборы в Болгарии[англ.].
  - Парламентские выборы в Узбекистане[268].
- 28—31 октября — чемпионат мира по борьбе в Тиране (Албания)[269].
- 28 октября — в Грузии начались протесты после парламентских выборов[270].
- 30 октября:
  - Парламентские выборы в Ботсване[англ.][271]. Правящая партия ДПБ отстранена от власти, что положило конец 58-летнему непрерывному правлению[272]. Дума Боко из партии UDC[англ.] избран президентом Ботсваны[273].
  - Испания переживает сильнейшее наводнение за последние полвека, в результате которого более 200 человек погибли, а многие пропали без вести, поскольку за восемь часов выпала годовая норма осадков[274][275].

### Ноябрь

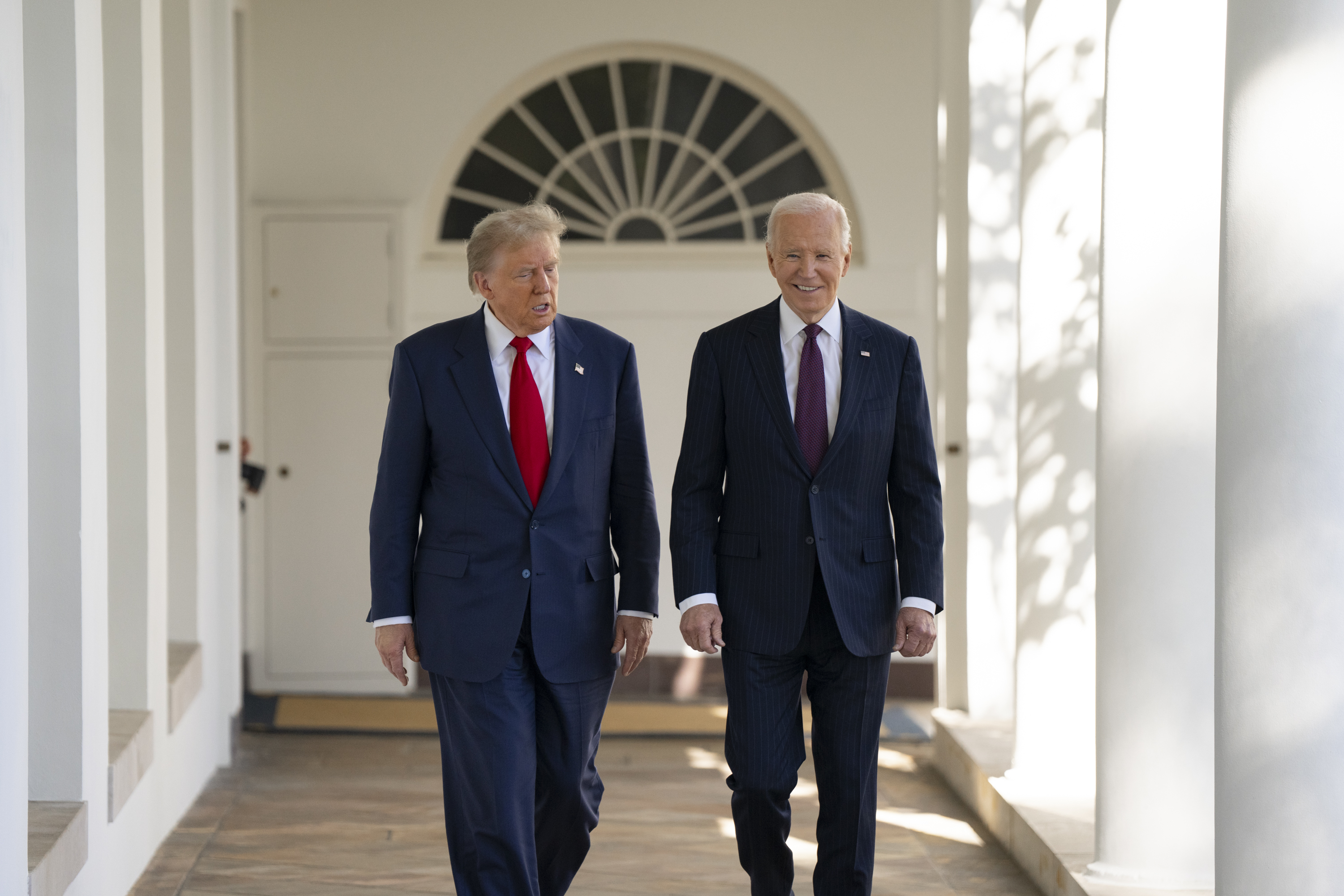
Избранный президент Дональд Трамп и действующий президент Джо Байден на пути к Овальному кабинету в Белом доме, 13 ноября

- 1 ноября — обрушение козырька на вокзале в Нови-Саде (Сербия). Погибло 14 человек[276].
- 2 ноября — Риши Сунак ушёл с поста лидера Консервативной партии Великобритании. Новым лидером стала Кеми Баденок.
- 3 ноября — состоялся второй тур президентских выборов в Молдове. Действующий президент Майя Санду переизбрана на второй срок.
- 4 ноября — прекращена поддержка Paint 3D[277].
- 5 ноября:
  - Президентские выборы в США[278]. Победу одержал Дональд Трамп, став первым президентом после перерыва со времён Гровера Кливленда в 1892 году[279].
  - Всеобщие выборы в Палау[англ.]. Действующий президент Сурангел Уиппс — младший переизбран на второй срок[280].
- 10 ноября — парламентские выборы на Маврикии[англ.]. Избирательный альянс действующего премьер-министра Правинда Джагнота «Лепеп[англ.]» потерпел поражение от альянса лидера оппозиции и бывшего премьер-министра Навинчандра Рамгулама, при этом последний занимает все места, кроме двух[281].
- 11 ноября — массовые акции протеста в Абхазии в связи с арестом ряда депутатов от оппозиции[282].
- 13 ноября:
  - Президентские выборы в Сомалиленде. Абдирахман Мохамед Абдуллахи избран президентом[283].
  - Состоялась встреча Дональда Трампа и Джо Байдена в Белом доме для обсуждения вопросов передачи власти по результатам выборов президента США 2024 года[284].
- 14 ноября — парламентские выборы в Шри-Ланке[англ.]. Коалиция «Национальная народная власть[англ.]» президента Ануры Кумары Диссанаяке получает квалифицированное большинство в парламенте Шри-Ланки 17-го созыва[англ.][285].
- 15 ноября — протестующими в Абхазии захвачено здание парламента республики[286].
- 16 ноября — конституционный референдум в Габоне[англ.]. По официальным данным, за принятие новой конституции проголосовали не менее 90 % граждан страны[287].
- 17 ноября — парламентские выборы в Сенегале[англ.]. Партия президента Бассиру Диомая Фая PASTEF получает абсолютное большинство в Национальной ассамблее[288].
- 18—19 ноября — саммит государств Большой двадцатки прошёл в Рио-де-Жанейро.
- 19 ноября — президент Абхазии Аслан Бжания подал в отставку. Обязанности президента исполняет Бадра Гунба[289].
- 21 ноября:
  - Россия нанесла гиперзвуковой ракетный удар по Днепру[290].
  - Международный уголовный суд выдал ордера на арест премьер-министра Биньямина Нетаньяху, экс-министра обороны Израиля Йоава Галанта и военного лидера ХАМАС Мухаммада Дейфа по обвинению в военных преступлениях, совершённых во время войны между Израилем и ХАМАСОМ[291][292].
- 24 ноября:
  - Президентские выборы в Румынии. Во второй тур прошли Кэлин Джорджеску и Елена Ласкони.
  - Второй тур президентских выборов в Уругвае[англ.]. Президентом избран кандидат от левой оппозиции Яманду Орси[293].
- 26 ноября:
  - Акция протеста в Пакистане с требованием об освобождении премьер-министра Имрана Хана[294].
  - Премьер-министр Израиля Биньямин Нетаньяху объявил о заключении соглашения о прекращении огня, направленного на прекращение боевых действий с «Хезболлой» в Ливане[295].
- 27 ноября:
  - Всеобщие выборы в Намибии[англ.]. Нетумбо Нанди-Ндайтва из партии СВАПО избрана первой женщиной-президентом Намибии[296].
  - Атака боевиков организации Джебхат ан-Нусра на правительственные войска в Сирии[297].
- 28 ноября — Грузия приостановила переговоры о вступлении в ЕС до 2028 года[298].
- 29 ноября — парламентские выборы в Ирландии[англ.]. Правоцентристская партия «Фианна Файл» остаётся крупнейшей партией в Дойл Эрене, увеличив число своих мест до 48[299].
- 30 ноября:
  - Парламентские выборы в Исландии. Оппозиционная партия «Социал-демократический альянс» получает 15 мест в Альтинге, а действующая Партия независимости — 14 мест[300]. Однако ни одна из партий не получила большинства.
  - Повстанцы в Сирии захватили город Алеппо[301].
  - Митинги в Грузии с требованием роспуска парламента и назначения новых выборов, а также против отмены курса Грузии на евроинтеграцию.
  - Митинги в Валенсии с требованием отставки правительства из-за недавних наводнений в регионе[302].

### Декабрь

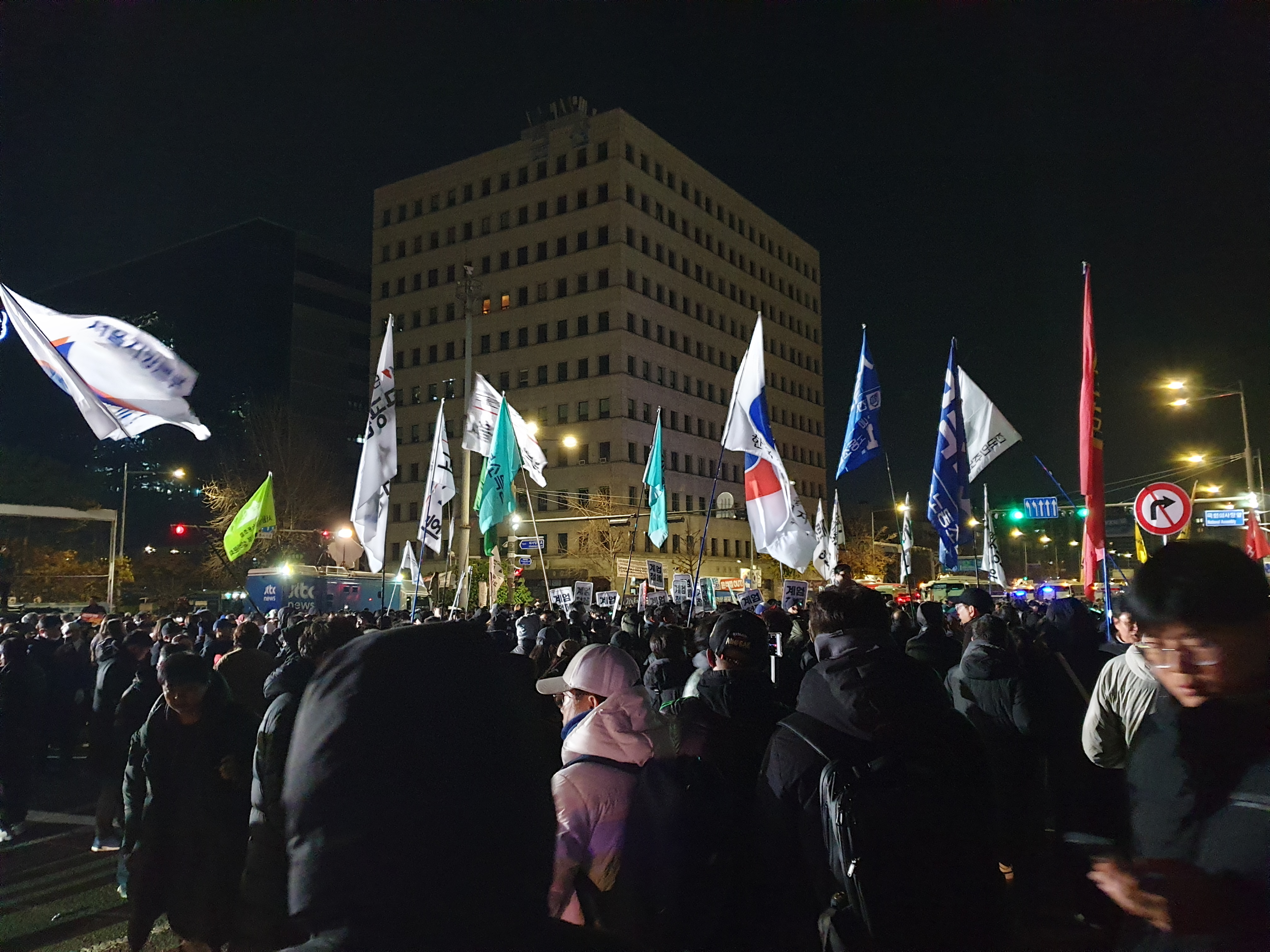
Протесты против военного положения в Сеуле ночью, 4 декабря

- 1 декабря — парламентские выборы в Румынии. Действующая Национальная коалиция за Румынию[англ.] получает большинство голосов, а крайне правые партии добиваются существенного успеха[303].
- 3 декабря:
  - В Южной Корее объявлено военное положение.
  - Парламент Абхазии проголосовал против ратификации договора с Россией об инвестициях[304].
  - Падение астероида над Якутией[305].
- 4 декабря — политический кризис во Франции[англ.]. Мишель Барнье стал первым премьер-министром Франции, получившим вотум недоверия, со времён Жоржа Помпиду в 1962 году[306].
- 5 декабря — землетрясение[англ.] на севере Калифорнии (США) магнитудой 7 баллов[307].
- 6 декабря — Конституционный суд Румынии аннулировал итоги первого тура президентских выборов на фоне обвинений во вмешательстве России[англ.] после неожиданного выхода пророссийского кандидата Кэлина Джорджеску во второй тур[308][309].
- 7 декабря:
  - Всеобщие выборы в Гане[англ.]. Джон Махама из NDC избран президентом на второй срок с перерывом[310].
  - После пятилетней реставрации открылся Собор Парижской Богоматери, пострадавший от пожара в апреле 2019 года[311].
  - Массовая акция протеста в Южной Корее с требованием отставки президента Юн Сок Ёля[312].

- 8 декабря:

Наступление сирийской оппозиции и падение режима Асада

  - В ходе боёв столица Сирии Дамаск была захвачена антиправительственными силами[313].
  - Президент Сирии Башар Асад покинул страну, что ознаменовало прекращение существования Сирийской Арабской Республики и падение династии Асадов, правившей 53 года[314]. Сирийская оппозиция начала формирование переходного правительства[315].
  - Израиль, посчитав недействительным соглашение о разделении сил между Израилем и Сирией, ввёл войска в буферную зону между странами-подписантами[316][317].
- 11 декабря — президентом Швейцарии избрана Карин Келлер-Зуттер[318].
- 13 декабря — блокировка мессенджера Viber в России[319].
- 14 декабря:
  - Парламент Грузии выбрал президента[320]. Им стал Михаил Кавелашвили.
  - Парламент Южной Кореи объявил импичмент президенту Юну Сок Ёлю[321]. Исполнять обязанности президента стал Хан Док Су.
- 15 декабря — разлив мазута в Керченском проливе из-за разрушения двух российских танкеров в шторм
- 17 декабря:
  - Взрыв на Рязанском проспекте в Москве: украинскими спецслужбами ликвидирован начальник войск радиационной, химической и биологической защиты ВС РФ Игорь Кириллов[322].
  - Землетрясение в Вануату магнитудой 7,3 или 7,4 балла[323].
  - Коллегия выборщиков утвердила победу Дональда Трампа на президентских выборах в США[324].
- 18 декабря — столкновение поездов в Мурманской области. Погибли два человека, около 30 пострадали[325].
- 19 декабря — в Абхазии произошла стрельба в парламенте во время обсуждения законопроекта о запрете майнинга, пострадали два депутата, один из них скончался[326].
- 20 декабря:
  - На рождественской ярмарке в Магдебурге (Германия) автомобиль въехал в толпу пешеходов, в результате чего пять человек погибли, 205 получили ранения[327].
  - Король Дании Фредерик X утвердил новый герб страны, из-за слов Дональда Трампа о покупке Гренландии[328].
- 24 декабря — вступила в должность президент Молдовы Майя Санду[329].

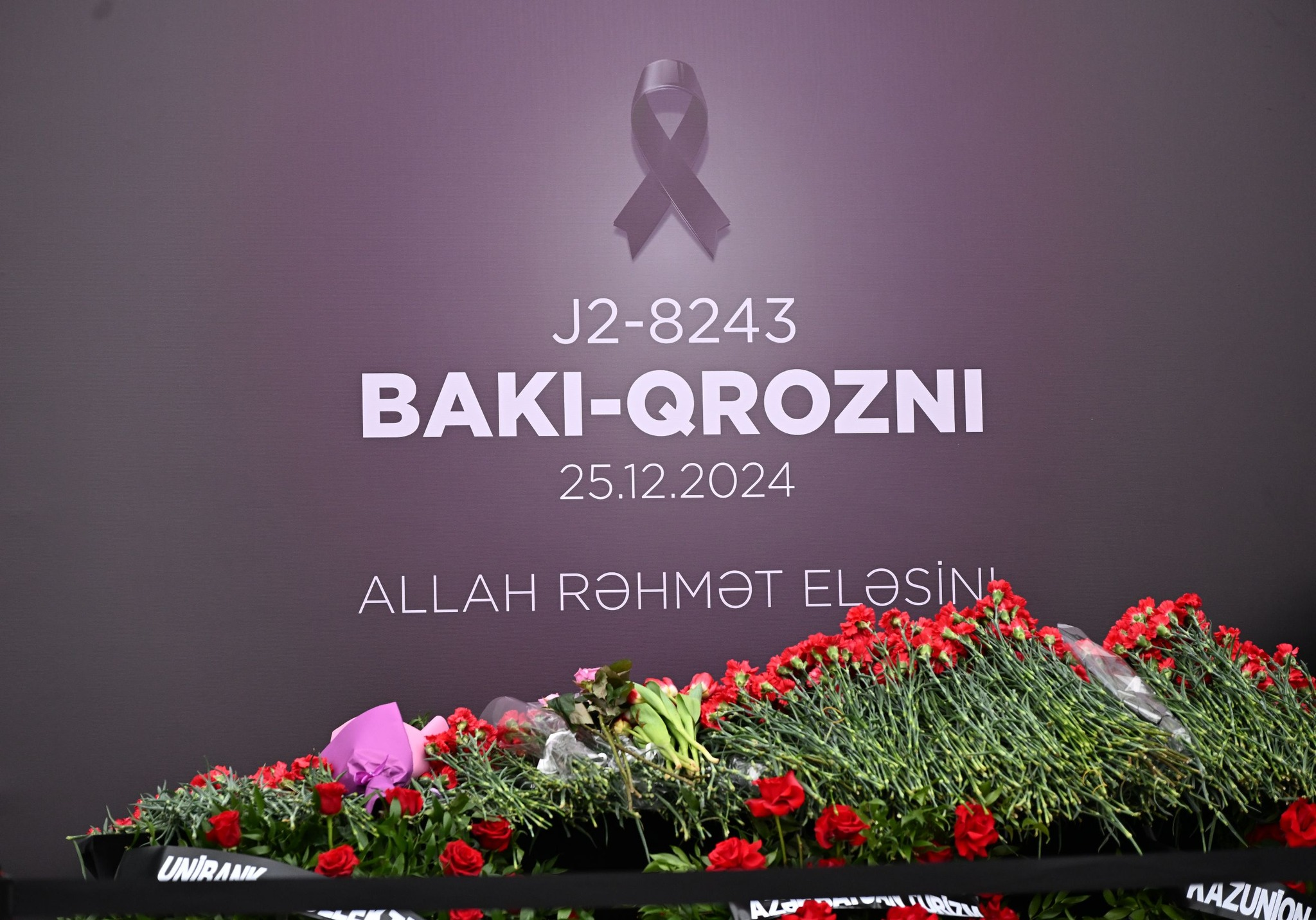
Мемориал жертвам крушения в международном аэропорту имени Гейдара Алиева в результате Катастрофы Embraer E190 под Актау, 26 декабря

- 25 декабря — катастрофа Embraer E190 в аэропорту Актау, Казахстан. 29 из 67 человек, находившихся на борту, выжили в авиакатастрофе[330].
- 27 декабря:
  - Депутаты объявили импичмент исполняющему обязанности президента Южной Кореи Хан Док Су за то, что не принял два законопроекта, связанных с судебными разбирательствами президента Юн Сок Ёля. Его сменил заместитель премьер-министра Чхве Сан Мок[331].
  - Президент ФРГ Франк-Вальтер Штайнмайер распустил парламент и назначил досрочные парламентские выборы[332].
- 29 декабря:
  - Авиакатастрофа в Южной Корее. Погибло 179 человек[333].
  - Президентские выборы в Хорватии.
  - Инаугурация избранного президента Грузии[334].
  - В возрасте 100 лет скончался 39-й президент США и лауреат Нобелевской премии мира — Джимми Картер[335]. Картер стал самым долгоживущим президентом США и единственным который дожил до 100 лет[336]. Государственные похороны прошли 9 января 2025 года[337].
- 30 декабря — в Маскате (Оман) скончался последний султан Занзибара Джамшид ибн Абдулла.

## Персоны года
Человек года по версии журнала Time — Дональд Трамп, вновь избранный президент США.